# 東京六大学野球連盟
一般財団法人東京六大学野球連盟（とうきょうろくだいがくやきゅうれんめい、英: TOKYO BIG6 BASEBALL LEAGUE）は、東京を所在地とした6校の大学の硬式野球部で構成された大学野球リーグである。全日本大学野球連盟傘下。

## 概要
現存している大学野球リーグでは最も長い歴史がある。
1903年に開始された早稲田大学と慶應義塾大学の対抗戦（早慶戦）を発祥とする。1906年、応援の過激化、その他軋轢などから早慶戦は中断されたが、明治大学（1914年）、法政大学（1917年）、立教大学（1921年）、東京帝国大学（現在の東京大学、1925年春）が参加。1925年秋季リーグから他校の説得により早慶戦が再開され、ここに東京六大学野球連盟として正式に発足した。
この1925年秋季リーグ戦の開幕試合（9月20日開催）は、明治大学と立教大学の対戦（紫合戦）であり、東京六大学の歴史は、この一戦から幕が開かれた。翌年の1926年10月には神宮球場が東京六大学野球連盟の協力の下で完成、実質的には連盟専用球場として運用されることになる。
プロ野球人気が高まりを見せるまで長く日本の野球人気の中心的存在であり、土日に神宮球場で開催されることもあって大学野球連盟の中では平均入場者数が最も多い。プロ・アマチュア球界へも多数の人材を送り出してきた。また、アマチュアのリーグでありながら、硬式野球を代表して天皇杯が下賜されている。

## 加盟大学

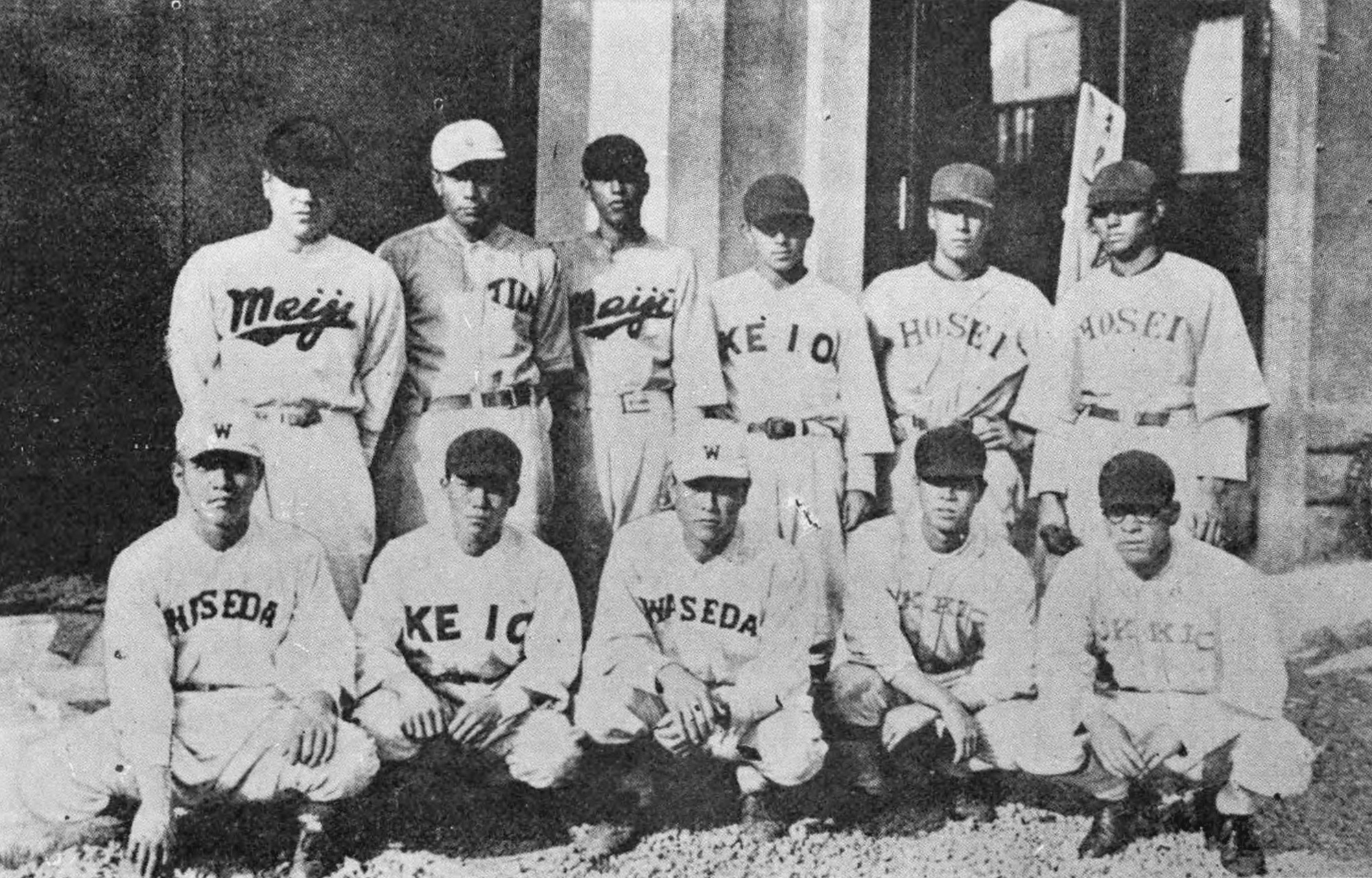
神宮球場玄関前での六大学投手陣（1926年）

- 法政大学野球部
- 東京大学運動会硬式野球部
- 立教大学野球部
- 早稲田大学野球部
- 慶應義塾体育会野球部
- 明治大学硬式野球部

特記：記順は1年ごとに交代する連盟当番校の順番による（いろは順で決められたもの）
各校からOB1名ずつが先輩理事として出されるほか、各校の部長・監督・主将・マネージャーらが理事として連盟の運営に当たる。他に事務局長を筆頭とする事務局員が連盟運営の実務を担当する。代表者は理事長で、いろは順による各校部長による持ち回り、1年任期である。

## 運営概要

### 登録選手
部長・監督・助監督・コーチ・マネージャー（記録員）以外に1試合にベンチ入りできる選手は25人。ベンチ入り選手は1試合毎に変更可能。監督以外の3人の指導者がベンチ入りできる。その他に、1980年から2008年まで特別要員（コーチ扱い）1名がベンチ入りできた（役割は主に一塁ないしは三塁ベースコーチであり、特別要員として登録された選手は試合に出場できなかった）。2008年春季リーグ戦より、試合開始前と試合中に各1回、監督名とベンチ入り全25選手（苗字と背番号を表示）がスコアボードに表示されるようになった。

### 対戦方法
1年2シーズン制（春季：4月から5月末/秋季：9月から10月末）をとっており、それぞれのシーズンで6チーム総当たりの15カードを戦う。通常、開幕試合は前シーズンの優勝チームと最下位チームが、14カード目は前シーズンで早慶以外の4チーム中の1位チームと2位のチームがそれぞれ対戦する。最終15カード目には早慶戦が組まれる。
毎週末の土曜・日曜に1カードずつ開催しており、1週目から7週目は2カードずつ開催、8週目は最終早慶戦のみを開催する。リーグ優勝校の発議などで9週間の変則日程で行われることがあり、この場合、早慶戦は最終第9週に行われ、第7週、第8週も第13カード、第14カードがそれぞれ単独で開催される。

#### 秋季大会と日本シリーズの兼ね合い
秋季大会の後半、概ね10月中‐下旬（年度により11月初旬）に、日本プロ野球の日本シリーズが行われており、神宮球場を専用球場とするプロ野球球団が進出する可能性がある場合には、大会日程を調整する必要がある。
※日本シリーズは、1952年以後、原則として西暦の偶数年は第1・2・6・7戦、奇数年は第3・4・5戦がセ・リーグ側の主管、パ・リーグ側の主管はその逆パターンである。
- 1962年の日本シリーズ「東映対阪神」は第3・4戦は東映主管で神宮で行われたものの、第5戦は学生野球優先の当時の取り決め上、後楽園スタジアム[8]で行い、神宮球場では東京六大学秋季リーグ（以下当大会）が行われた。
- 1978年の日本シリーズ「ヤクルト対阪急」は、第1・2・6・7戦がヤクルト主管となっていたが、日本シリーズの会期中、当大会との日程調整の折り合いが合わず、ヤクルト主管の4試合は後楽園スタジアム[9]で開催され、神宮球場で当大会が行われた。
- 1992年・1993年の日本シリーズ（いずれも「ヤクルト対西武」）は、当連盟・東都大学野球連盟との折り合いが付き、本来13時開始とすべき試合を12:30開始に前倒しにする形でヤクルト主管試合を神宮球場で開催できるようになり[10]、学生野球が日本シリーズ後にナイトゲームで行われた。
- 1995年の日本シリーズ「ヤクルト対オリックス」[11]以後は、原則として日本シリーズは全試合ナイターで開催できるようになったため、明治神宮野球大会との兼ね合いで東京ドームで代替された2021年（組み合わせ同上）を除き、ヤクルト主管試合も神宮で開催できるようになった。[12]
  - ただし、2022年の秋季大会は8月のリーグ戦日程決定の際、2022年の日本シリーズ（組み合わせ同上）が行われる可能性を想定し、当大会はヤクルトの進出の可否を問わず、前もってシリーズ会期中の10月22・23（・24）日の第7週と、10月29・30（・31）日の第8週を1試合日[13]・[14]で行うこととし、実際ヤクルトがクライマックスシリーズ・セ・リーグで優勝したことにより、本来1試合日は13時開始だが10時開始に繰り上げた[15]。

### 試合方式
対戦カードの勝敗の決め方として、単純な1試合制ではなく、2戦先勝方式の総当たりによる勝ち点制を採用している。同一カードで試合を連日の日程で行い、先に2勝したチームがその相手校との対戦に勝利したとして対戦を終了、勝利チームは勝ち点1を獲得する（1勝1敗の場合は第3戦を行う）。引き分けの場合も再試合を行い、対戦校のいずれかが2勝するまで、対戦は完結しない。
早慶戦については、大会最終週の単独開催で固定されており（9週シーズンの場合はその前のカードを含む）は、1日1試合を行う。
試合開始時刻は1日2試合の場合は第1試合11時00分より・第2試合13時30分より、1日1試合の場合は13時00分。2009年春季リーグ戦より、併用日における第1試合の開始を10時30分に早めた。現在、1日2試合における併用日は、10時開始となっている。かつては第1試合を12時00分より開始していたため、特に秋のシーズンにおいて、第2試合の途中からナイトゲームとなることが多かった。週末で決着がつかない場合は週明けの平日に再試合が行われるが、月火水曜の3日間でも決着がつかない場合は、翌週以降の平日に（ただし、翌週の予定カードの決着を優先して）対戦が繰り越される。
試合日程がプロ野球の試合と重なる場合はプロ併用日と称しており、試合開始時刻を早めるほか2試合日の場合延長戦は行わず引き分けとしている。プロ野球の開始時刻に配慮してのものだが、こうした規定があっても六大学の試合が長引いてプロの試合開始が遅れることがごく稀にある。

### 引き分け
引き分けはプロ併用日の2試合日は9回終了時、大学単独開催における2試合日は、12回終了時同点であれば引き分けとなる。1試合日は、15回終了時同点であれば引き分けとしている（この場合でプロ併用日は15回を満たしていなくても試合開始から4時間30分を過ぎた時点で次のイニングに入らない）。7回終了（後攻チームがリードの場合は7回表終了時）をもって試合成立とし、それ以前の試合中止はノーゲームとなる。得点差によるコールドゲームの成立は採用していない。
なお、2011年東日本大震災が発生したのに伴う節電対策の一環として、同年春季リーグにおいては「日没で試合続行が不可能となった場合はコールドゲーム」とするなど特別ルールが制定された。

2020年は新型コロナウイルスの影響による開催方式で9回終了で同点引き分けとした。その他は次に示す。
- 大学野球単独で行う場合の2試合日　全試合とも延長は12回終了時まで。なおかつ3時間を過ぎて次のイニングに入らない
- 大学野球単独で行う場合の1試合日　全試合とも延長は15回終了時まで。時間制限なし
- プロ野球と併用する場合（2試合・1試合とも）　全試合とも延長12回まで、なおかつ2時間半を過ぎて次のイニングに入らない

### 順位決定方法
- 勝ち点が多い方が上位。勝ち点が同じ場合は全体の勝率比較によって順位を決定。
- 勝ち点も勝率も同じ場合は、優劣の決定が必要な場合＝優勝校の決定に限り決定戦（プレイオフ）を行なう。2校で実施の場合は1回戦制で勝者を決める。3校で実施の場合は各校1回戦総当たりで試合を行い、3校とも1勝1敗の場合は優勝は預かりとし全国大会への出場は抽選により決定する。
  - 同点決勝の場合、延長戦は回数無制限（原則引き分けなし）とする。但しやむをえない理由（日没、雨天他）でコールドゲームになった場合の引き分けは後日の再試合とする。
  - 決定戦は2010年秋季の早稲田-慶應まで12回、16試合実施。
  - 決定戦の成績は選手個人の成績を含めリーグ戦の成績累計には含めない。
- 対戦する5校全てから勝ち点を挙げて優勝することを「完全優勝」、10戦全勝の場合を「全勝優勝」と呼ぶ。10勝無敗でも引き分けを含む場合は全勝優勝とは別扱いとしている。

※ 以上は基本的に東京六大学野球連盟として独自のもの。他のリーグで採用しているものもあるが、大学野球では基本的にはリーグ細則は独自のものとして運用される。
なお、新型コロナウィルス対策として、2020年秋季大会～2021年秋季大会の3シーズンに限り、1試合ごとのポイント制が採用された際は、同じ勝ち点・勝率で1位が2チーム並んだ場合は決定戦（プレイオフ）で優勝を決める。3チーム以上が並んだ場合は優勝預かり（優勝校なし）とする。2位以下の場合は記録上は同順位となるが、次回シーズンの組み合わせ決定などの都合上、前シーズン（2021年春季大会の場合は2020年秋季大会）の上位チームを上の扱いとする。

### 審判・公式記録員
審判員・公式記録員とも、各校が各々選任したOBが務める。審判員は各校から3名ずつ選出され、球審及び塁審3名の4名（照明点灯時は線審2名が加わる）で審判を行う。また、試合判定に関わる規則委員も各校から1名ずつ、選任されたOBが務める。各試合の審判員・記録員とも、対戦当該校以外の者が務める（例：早慶戦では明・法・立・東の4校のOBが審判員及び記録員を務める）。また、球場スタンド内のボール係は、各校のベンチ入り以外の部員が務めている。

### 背番号・ユニフォーム
各校に共通して、背番号は監督が30、助監督・学生コーチが40・50・51、主将が10と決められている。プロ野球にある「0」「00」番は存在しない。
各校とも、背番号に一定の原則を有している。例えば早稲田なら、投手は10番台、内野手は一桁、正捕手は6番、外野手は20番台、第二捕手は26番（詳細は早稲田大学野球部を参照）、明治ならレギュラーは守備位置に応じて背番号が振り分けられる（捕手なら2番、遊撃手なら6番）、立教なら31番以上の番号を選手は付けない、などである。新人やシーズン途中からベンチ入りした選手などはその時点の空き番号や30番台をつけることが多い（年度により使用しない大学もある）。背番号はカードごとに変更可能であり、開幕当初とシーズン後半で背番号が違う選手も見られる。
早稲田のみ、9番を欠番としている。これは1972年の第1回日米大学野球選手権の試合中に頭部に送球を受けて死去した東門明が、大学では9番を使用していたためである。
ユニフォームは早慶以外の4校は先攻用・後攻用（グレーを基調とする）の2種類を一時期使用していた（長嶋茂雄の立教時代の写真で二種類のユニフォーム姿を確認できるのはそのため）が、現在は1種類のみ。特に早・慶・明は帽子やユニフォームのカラー・ロゴなどを戦前からほとんど変えていない。早・明は襟付きのユニフォームを使用しているが、これは日本野球の草創期の名残（その当時はもっと大きな襟であったが）をとどめているものである。
1975年や76年に行われたプロ野球OBによる試合では、各選手の出身大学のユニフォームを着用したが、背番号がない時代の選手はプロ野球での背番号（選手・指導者とも。長嶋茂雄の3番など）を着用していた。それ以外にもプロ野球での背番号を着用した選手がいたため、各大学の法則に当てはまらない守備位置での着用や、通常の着用がほとんどない60番台以上の背番号を着用した人（西本幸雄の68番など）もいた。

### 選手表彰
個人タイトルは首位打者（毎日新聞社制定）と最優秀防御率（読売新聞社制定）の2つ。それぞれにトロフィーが与えられる。規定打席・投球回数は時期により差異があったが、現在は打席はプロ野球同様試合数×3.1を規定打席数とし、投球回数は試合数×2を規定回数としている。
アマチュア野球担当記者たちの投票によりベストナインを選出している（1954年秋季から）。ベストナイン選外の選手でめざましい活躍をした選手には特別賞が与えられる。過去には本塁打記録を大幅更新した法政田淵幸一、史上2人目の完全試合を達成した立教上重聡の2名。
2003年春季リーグ戦より、連盟ホームページにおいてファン投票によるMVPを選出している。斎藤佑樹が成績にかかわらず大量得票でMVPに選出されたことがあり、2010年秋季には投票ページに良識ある投票を呼びかける注意書きが設けられた。

### 開・閉幕式

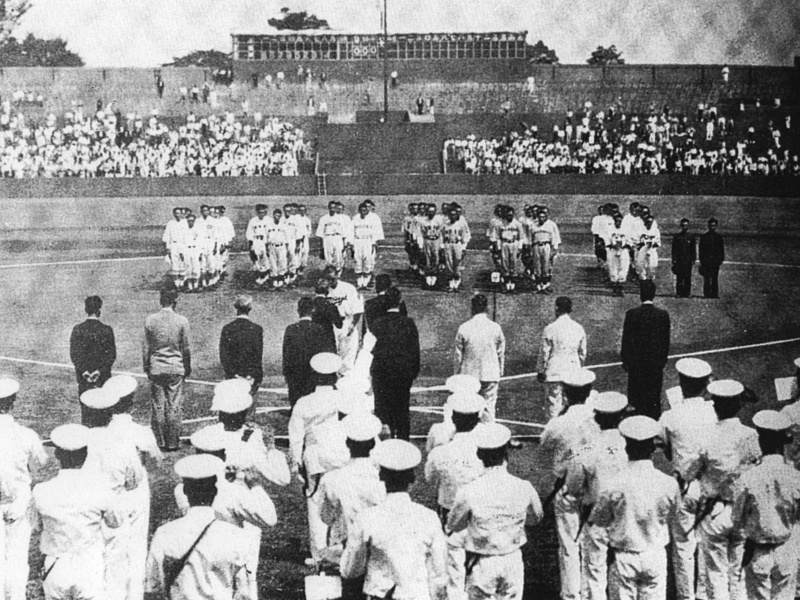
1937年秋の開幕式

リーグ戦第1週の試合前に開幕式を、早慶最終戦終了後に閉幕式を行う（優勝決定戦が行われるときには決定戦の終了後）。開幕式では連盟理事長の挨拶、前シーズン優勝チームからの天皇杯返納と選手宣誓（前シーズン優勝チームの主将が行う）が行われる。閉幕式では各杯の授与と連盟理事長の挨拶が行われる。なお個人表彰・ベストナイン表彰は閉幕式中には行われず、終了後に表彰と写真撮影が行われる。
いずれも、東京六大学応援団連盟が協力している。入場行進曲は各校の第一応援曲のメドレーがリーグ戦の順位の順番で吹奏され、曲が代わるのに合わせて一塁側ファウルグラウンドに控えている各校の第一応援旗が掲揚される。
2010年の結成85周年記念として、優勝校には優勝旗（天皇杯トロフィー共々持ち回り）が贈呈される。

### 連盟ホームページ（下記「外部リンク」参照）
2000年より稼働し、全試合の速報・結果、個人成績や過去の成績、連盟役員や各校の部員名簿などを掲載。試合速報はほぼリアルタイムに近い速さで配信している。試合速報・結果の画面は、神宮球場のスコアボードを模している。ファン投票によるMVP選出も行っている。携帯版でも試合速報をほぼリアルタイムで配信している。以前は神宮球場テレフォンサービスもあり、プロ野球を含めて試合予定、経過、結果を確認することができた。

### フレッシュリーグ（新人戦）
2016年度秋季まで、新人戦として春秋リーグ戦の最終日（原則として早慶戦）の翌日から行われた。出場は1・2年生が対象で（他校より部員数が少ない東大は3・4年生も参加可能）、原則として神宮球場で行うが、プロ野球の試合スケジュールの都合で、加盟各大学のグラウンドを借りて開催する場合もあった。
大会は特別ルールが適用され、延長戦はタイブレークを採用。「ノーアウト1・2塁」という設定とし、9回終了時の次の打者から攻撃を開始。9回終了時の最後の2人の打者がそれぞれ1・2塁にたつ。また試合成立後天災により同点で途中打ち切りとなった場合はサスペンデッドゲームとする。2016年まで新人戦トーナメントだった時期は決勝戦と3位決定戦はタイブレークは適用せず。神宮でプロ野球開催がある場合の午後4時以後を超えた場合は次のイニングに入らない。また日没・および神宮の規定時間を越えて同点である場合、決勝戦は優勝預かりとみなす。3位決定戦は9回終了で次のイニングに入らない。（但し加盟校のグラウンドで行う場合3位決定戦を実施しない）審判は球審と塁審（内野全てを兼ねる）の2人。
2017年度春季からは、フレッシュリーグの名称でリーグ戦の前座として、開幕日、リーグ戦中のプロ野球併用日を除く毎日1試合及びリーグ戦最終日の翌日から3日間は各2試合、6チーム総当たりリーグを行う。リーグ戦と同時開催日は9回以前でも1時間50分を超えて新たなイニングに入らない。同年秋季は従来通りトーナメントを行う。2018年度春季からは指名打者制度導入。

### その他
- スタンドインしたホームランボール・ファウルボールを拾得した観客は前記のボール係に渡さなければならないが、その代わりに連盟オリジナルのピンバッジがプレゼントされる。
- 例年、春季リーグ戦開幕の前週には、日本野球連盟関東地区連盟との共催で「東京六大学・社会人野球対抗戦」を実施している（加盟校各1試合、9回打ち切り、雨天は延期なし中止）。社会人も指名打者は使わず、金属バット時代も木製であった。
- リーグ戦以外には夏季などに地方球場で選抜チーム等による試合を開催している。応援団も招待されるなど盛り上がりを見せている。

## 連盟結成までの経緯

### 連盟成立・結成にまつわる経緯と諸説
東京六大学野球連盟が結成された当時は娯楽文化が現在とはだいぶ異なる様相を呈しており、当該野球対抗戦はスポーツ競技娯楽として絶大な人気を集めていた（詳細は前述の特徴の章を参照）。このため、六大学野球連盟成立前の加盟候補に挙がったチームや、成立後に至ってもこの連盟に加盟を希望するチームは枚挙にいとまなかった。また、東都大学野球連盟との関係に関してもさまざまな異説が流布されている（詳細は東都大学野球連盟参照）。
以下にそれらにまつわる事例を紹介する。（下記の大学以外にも伝承・伝聞が諸説存在するが、検証可能なものについてのみ記述した。）

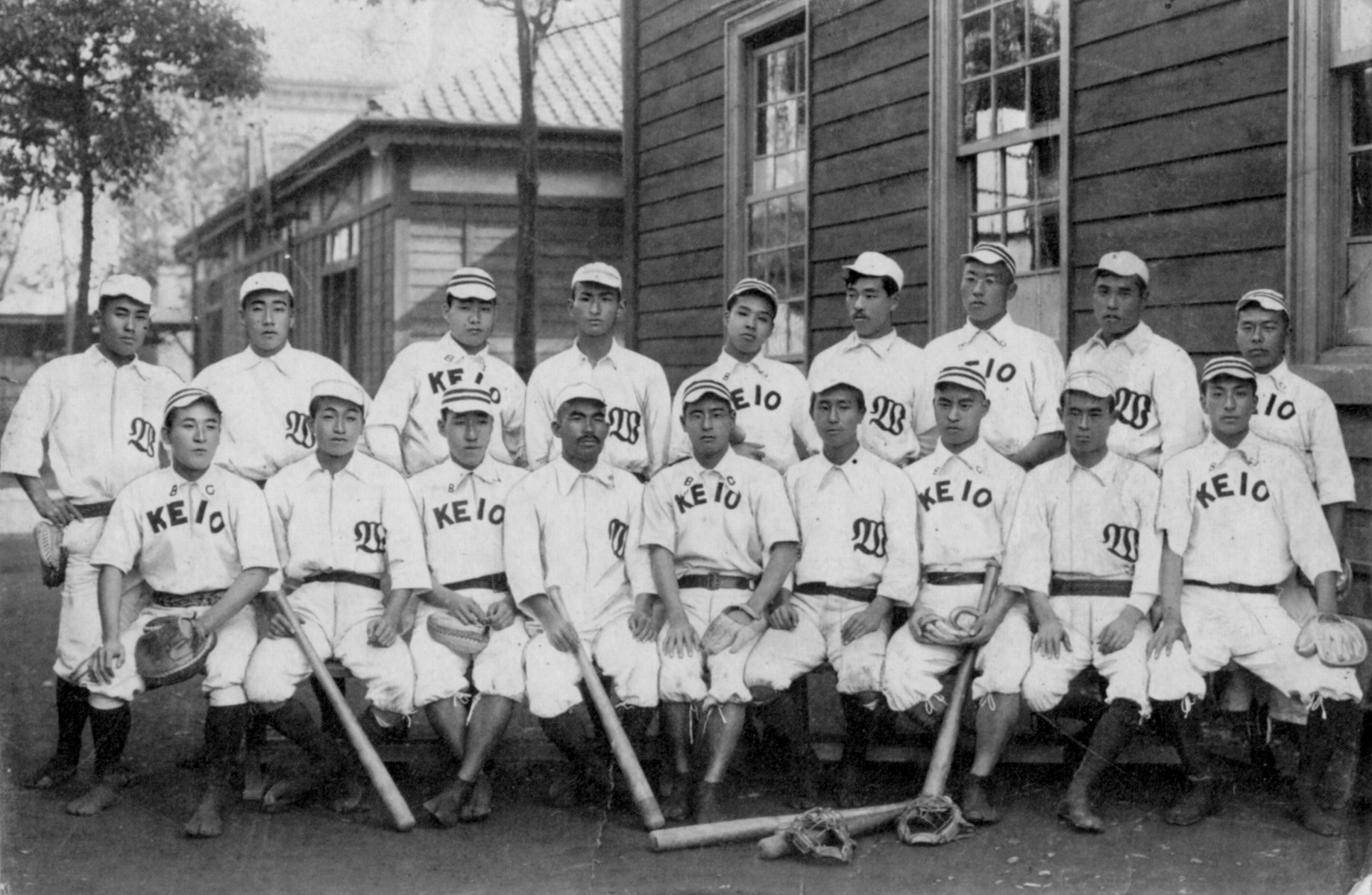
第1回早慶戦の両校選手
（1903年11月21日。前列右から吉川清、小原益遠、宮原清、河野安通志、青木泰一、橋戸信、時任彦一、森本繁雄、林田峯次、後列右から宮本熊三郎、猪瀬順、桜井弥一郎、泉谷祐勝、高浜徳一、押川清、柳弥五郎、獅子内謹一郎、鈴木豊）

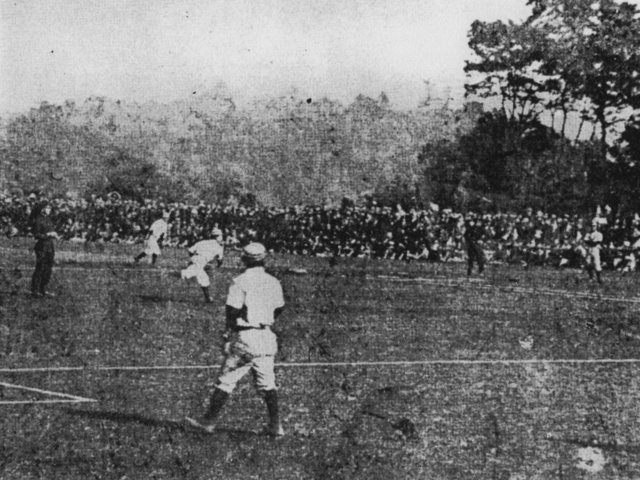
1906年10月28日の早慶1回戦

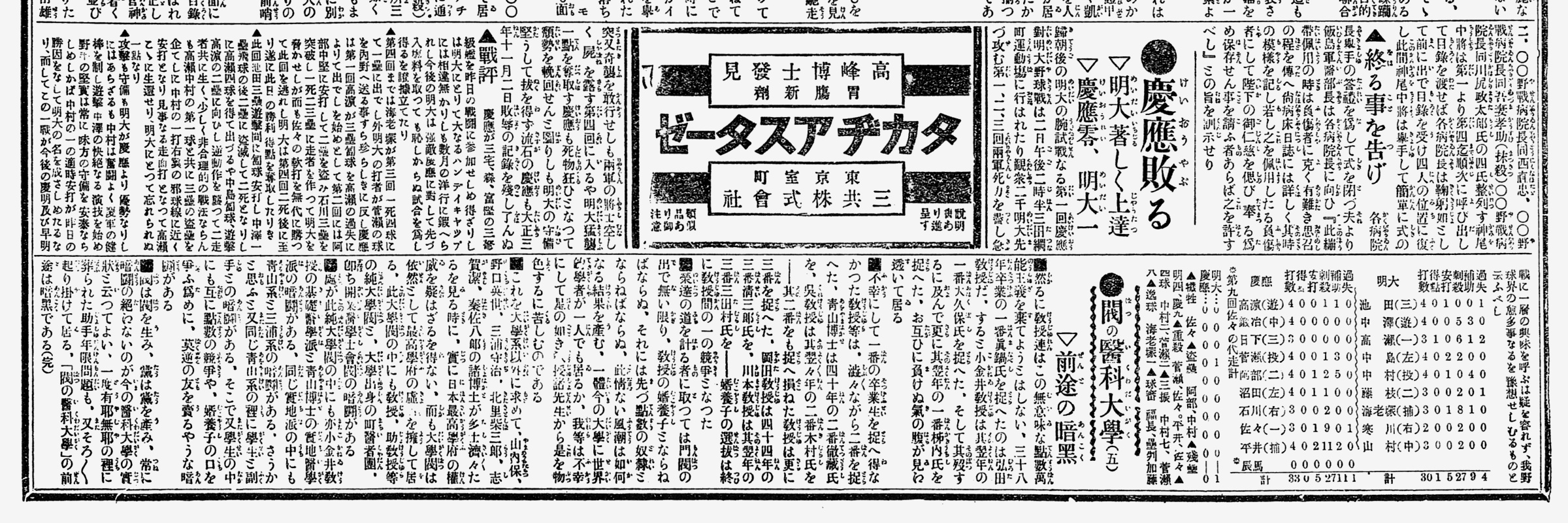
三大学リーグ開幕（『東京朝日新聞』 1914年11月3日付5面）

- 1883年 - 立教大学校（現・立教大学）の野球チームが新橋停車場で野球対抗戦を行う[21]。
- 1884年 - 米国人教師ストーマーが慶應義塾で初めて野球指導を行う[22]。
- 1888年 - 三田ベースボール倶楽部（慶大野球部の前身）発足[23]。
- 1892年 - 慶應義塾体育会創設、ベースボール倶楽部もその一部となる[24]。
- 1901年 - 早大野球部発足[25]。
- 1902年 - 戸塚球場開設。
- 1903年 - 綱町球場開設[26]。早稲田大学からの挑戦状に慶應義塾が応じ[27]、初めての早慶戦を実施。
  - 11月21日 - 慶11 - 9早（綱町）[28][29]
- 1904年 - 早慶両校、一高に勝利（一高時代の終焉）。
- 1905年 - 早大野球部、安部磯雄部長引率のもと日本の野球チームとして初のアメリカ遠征を行い、米国野球の最新知識を得て帰国[30]。早慶戦が定期戦となる（それまでは任意試合）[31]。
- 1906年 - 早慶戦中止（1925年まで復活せず）。
  - 10月28日 - 早慶1回戦 早1 - 2慶（戸塚）　慶應応援団、大隈邸の前で万歳を叫ぶ[32]。
  - 11月03日 - 早慶2回戦 早3 - 0慶（綱町）　早大応援団、故福沢邸の前で万歳を叫ぶ[33]。
  - 11月10日 - 翌日に予定されていた早慶3回戦中止（「学生があまりに昂奮して事件でも起すやうな事があってはお互ひに困る」[34]との理由による）。
- 1907年 - 横浜外人アマチュア倶楽部の主唱で、横浜商業・学習院・早稲田大学の4チームで、京浜野球リーグを結成[35]。
- 1909年 - 立大野球部が1907年に発足した大学当局から部として認められる[36]。ヴァージニア大学の選手であった青年教授のハーバート・ロイドから技術的指導を受ける[37]。
- 1910年
  - 中央大学の有志チームと明治大学の有志チームが三菱ケ原で対戦（1勝1敗）[38][39]。
  - 明大野球部発足[40]。柏木にグラウンドを開き、慶大野球部の指導を仰ぐ[41]。
- 1911年
  - 早大野球部、早慶戦復活に応じない慶應に絶縁状を発する[42]。
  - 早明戦始まる[43]。
- 1913年 - 明大野球部が第1回東洋オリンピック大会に出場して全勝[44]。

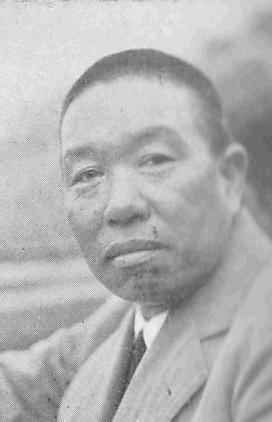
飛田穂洲（三大学リーグ結成時は東京運動記者倶楽部の委員、1919年に早大野球部監督となり、「本邦のマグロー氏」と称された）

- 1914年 - 明大野球部の主唱により早慶明の三大学リーグを結成[47]。
  - 各野球部の完成を期するため有料試合とする。
  - 早大野球部は慶應への絶縁状を取り消す。
  - この時点では早慶戦は復活しなかったため、明治が早慶と戦うだけの変則リーグとなった。
  - 開幕戦は11月2日に行われた慶明戦である（綱町球場）[48]。
- 1915年
  - 法大野球部が正式に発足[49]。
  - 早法戦始まる[50]。
- 1916年
  - 明大駒沢グラウンド開設[51]。
  - 法政大学が客員格で三大学リーグに加わる[52]。
- 1917年
  - 嘉納治五郎、第3回極東選手権競技大会を機に早慶の仲介を試みるも失敗[53]。
  - 法政大学が三大学リーグに正式加盟、四大学リーグとなる。
  - 法大神田橋グラウンドを開設[54]。
  - 東京帝大野球部、中野武二により創設[55]。
- 1918年 - 立大野球部、築地から池袋に移転[56]。

- 1919年
  - 東京帝大野球部が正式に発足[57]。
  - 法大中野グラウンド開設[58]。

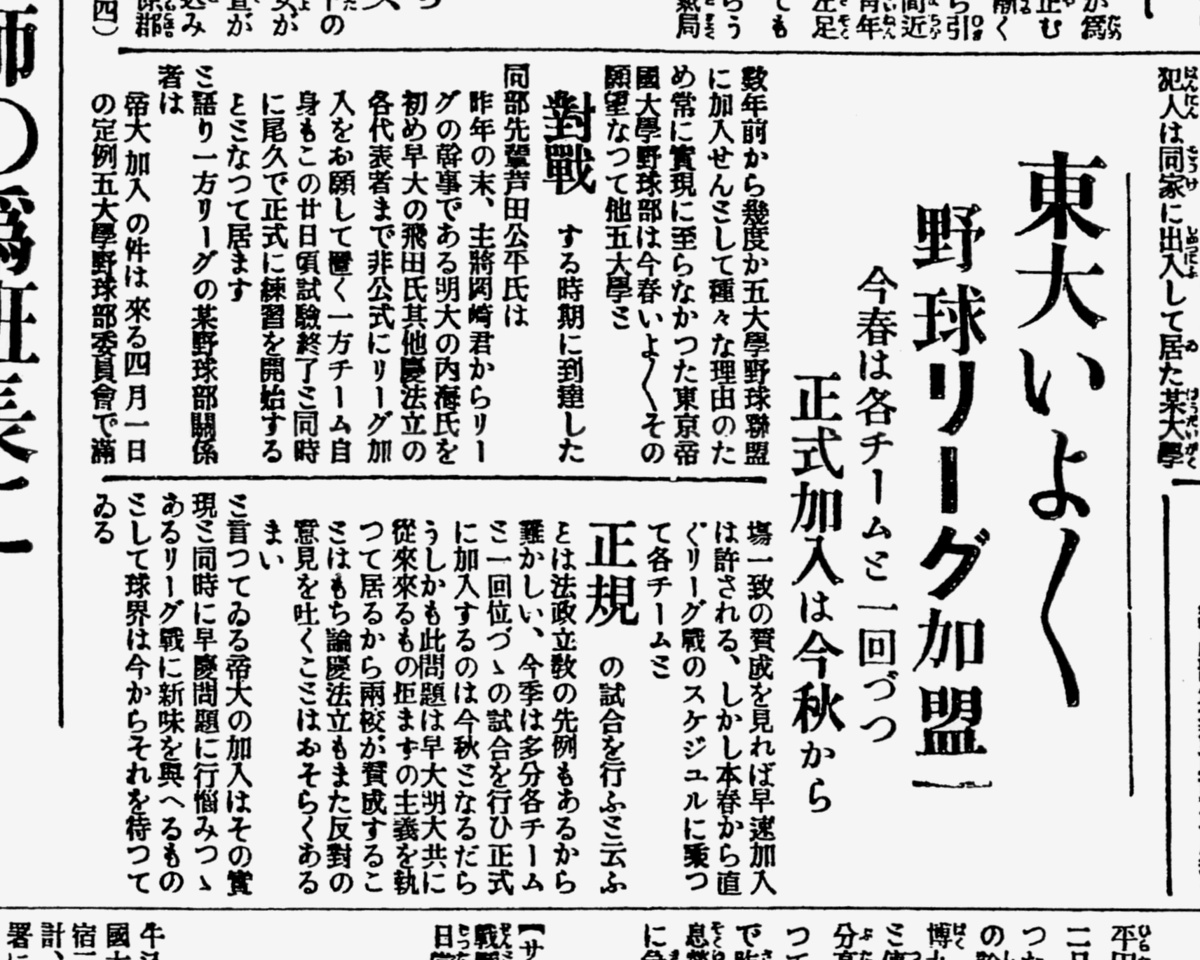
東大いよいよ野球リーグ加盟（『東京朝日新聞』 1925年3月4日付夕刊2面）

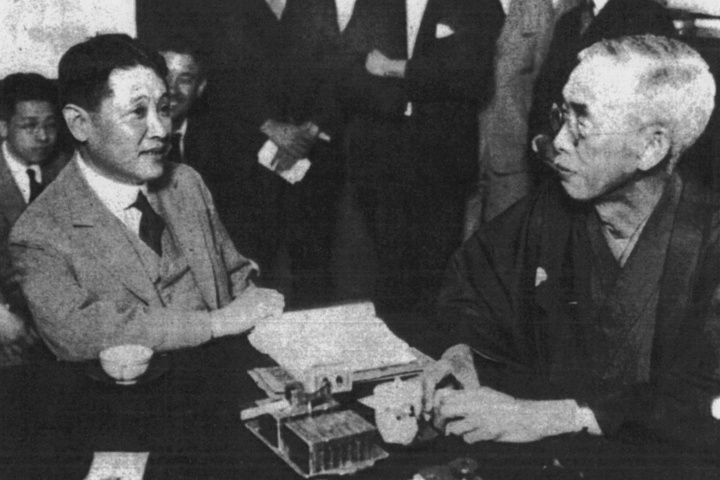
板倉卓造（左）と高田早苗（右）

- 1921年 - 立教大学、飛田穂洲の後押しにより[59]四大学リーグに加盟、五大学リーグとなる。
- 1923年 - 関東大震災により秋のリーグ戦開幕が11月1日に延期される[60]。
- 1924年 - 東京帝大が早稲田と対戦し、敗れたとはいえ7-9と善戦[61]。
  - 春の連盟会議で早慶戦を復活すべきとの要望がなされる[62]。慶應からは今秋まで待ってほしいと回答[63]。
  - 秋の連盟会議で慶應から早慶戦は来春まで待ってほしいと回答[64]。
- 1925年 - 東京帝大が五大学リーグに参加。春は早慶明立と試験的に1試合ずつ対戦し、秋に至って正式加盟が認められた[65]。
  - 春の連盟会議で慶應から早慶戦は今秋まで待ってほしいと回答[66]。それに対して内海弘蔵（明大野球部長）と武満国雄（法大監督）が中心となり「早稲田との試合を拒む慶應を除外して、新リーグを組織する」と通告[67]。窮地に追い込まれた慶大野球部は選手・OBが一丸となって関係者の説得に奔走した[68]。
  - 5月29日 - 慶應義塾体育会で早慶戦復活を決議[69]。
  - 6月16日 - 慶應義塾評議員会でも復活の意見がまとまる[69]。
  - 6月19日 - 高田早苗（早大）と板倉卓造（慶大）の会談により早慶両校の和解成立[69]。
  - 9月11日 - 秋の連盟会議で早慶戦復活が正式決定[70]。

- 太平洋戦争終戦後のリーグ戦再開時に、同じく東京都内の大学野球有力校が多く所属している東都大学野球連盟などからの合併打診等があったが、そのまま変わらぬ加盟校構成を堅持したまま今に至っている。当時の東都合併拒否は、その直後の三大学野球王座決定戦の開催と全国大学野球連盟の結成の遠因にもなった。

## 沿革
※連盟結成以降を記述。

### 大正、昭和前期
- 1925年（大正14年）

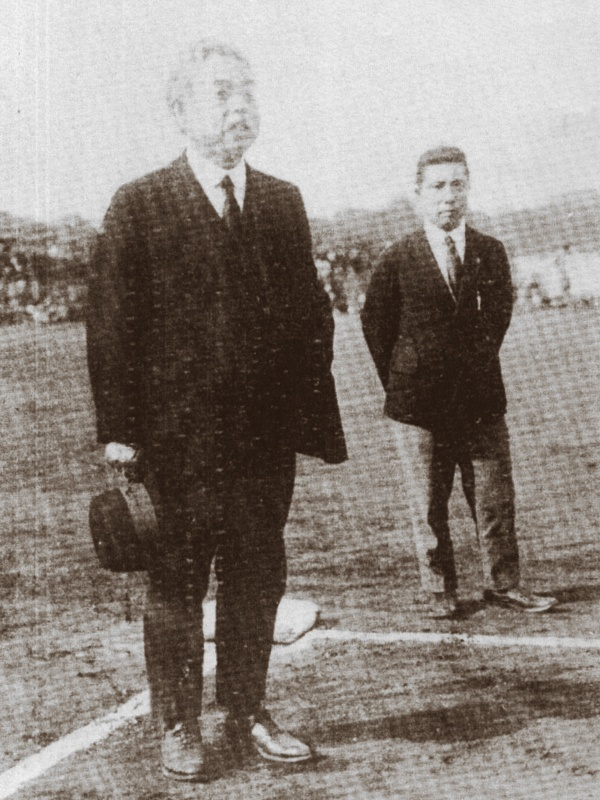
早慶戦再開に先立ち2塁上で演説を行う安部磯雄

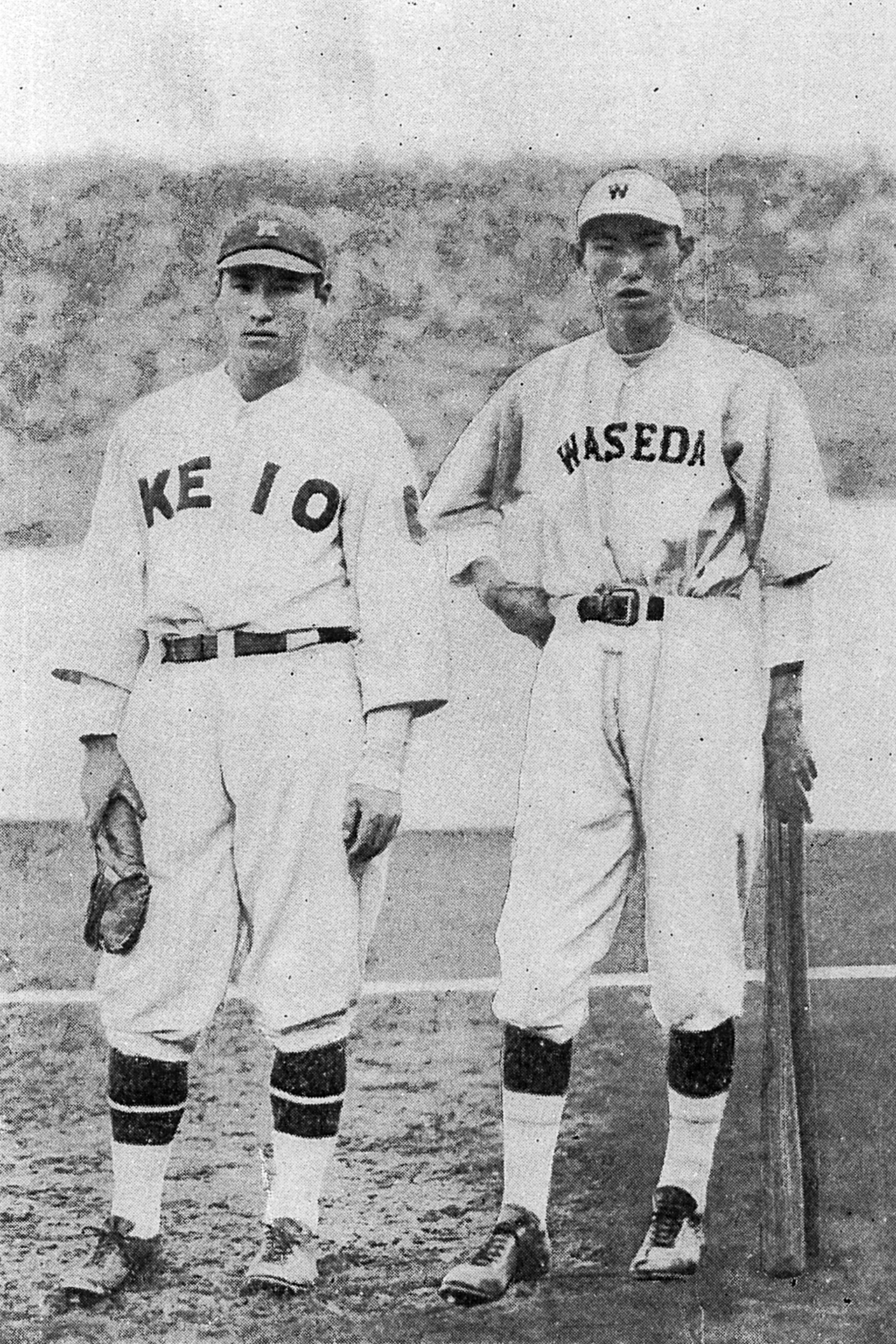
宮武三郎（左）と小川正太郎（右）

  - 9月20日 - 東京六大学野球連盟発足。開幕試合は明治 - 立教1回戦（駒沢球場）。
  - 9月22日 - 東武雄が帝法1回戦で六大学最初の本塁打を放つ（中野球場）。
  - 10月19・20日 - 早慶戦再開（戸塚球場）。
  - 11月27日 - 早稲田大学が10勝1敗で六大学最初の優勝校となる。
- 1926年（大正15年/昭和元年）
  - 5月27日 - 春季リーグ戦で慶應義塾大学が初優勝。
  - 10月23日 - 神宮球場落成。奉献式に摂政宮皇太子裕仁親王（のちの昭和天皇）台臨し、六大学選抜紅白戦を観戦。摂政杯下賜。
  - 10月24日 - 明治－法政戦で神宮初の公式戦を開催。
  - 11月18日 - 優勝校（早大）に摂政杯が授与される。
  - 11月19日 - 優勝校にアメリカ大使杯が授与される。
- 1927年（昭和2年）
  - 4月02日 - 早大野球部渡米（7月21日帰国）。
  - 10月15日 - 東京六大学野球中継開始（早稲田－明治2回戦）。
  - 11月09日 - 秋季リーグ戦で明治大学が初優勝。
- 1928年（昭和3年）
  - 3月29日 - 慶大野球部渡米（8月3日帰国）。
  - 4月22日 - 若林忠志投手（日系2世）の出場資格問題起こる[71]。
  - 5月29日 - 最高委員会を設置。
  - 9月 - 専属審判制度導入決定。
  - 11月4日 - 秋季リーグ戦で慶應が10戦全勝。

- 1929年（昭和4年）

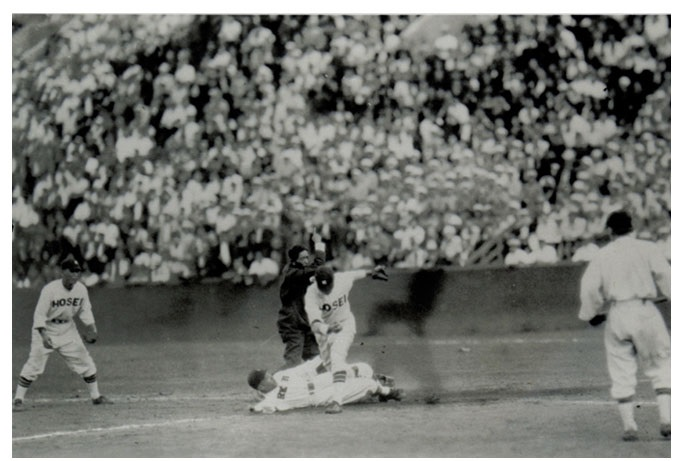
東京六大学野球の一場面（1930年秋の法立戦）

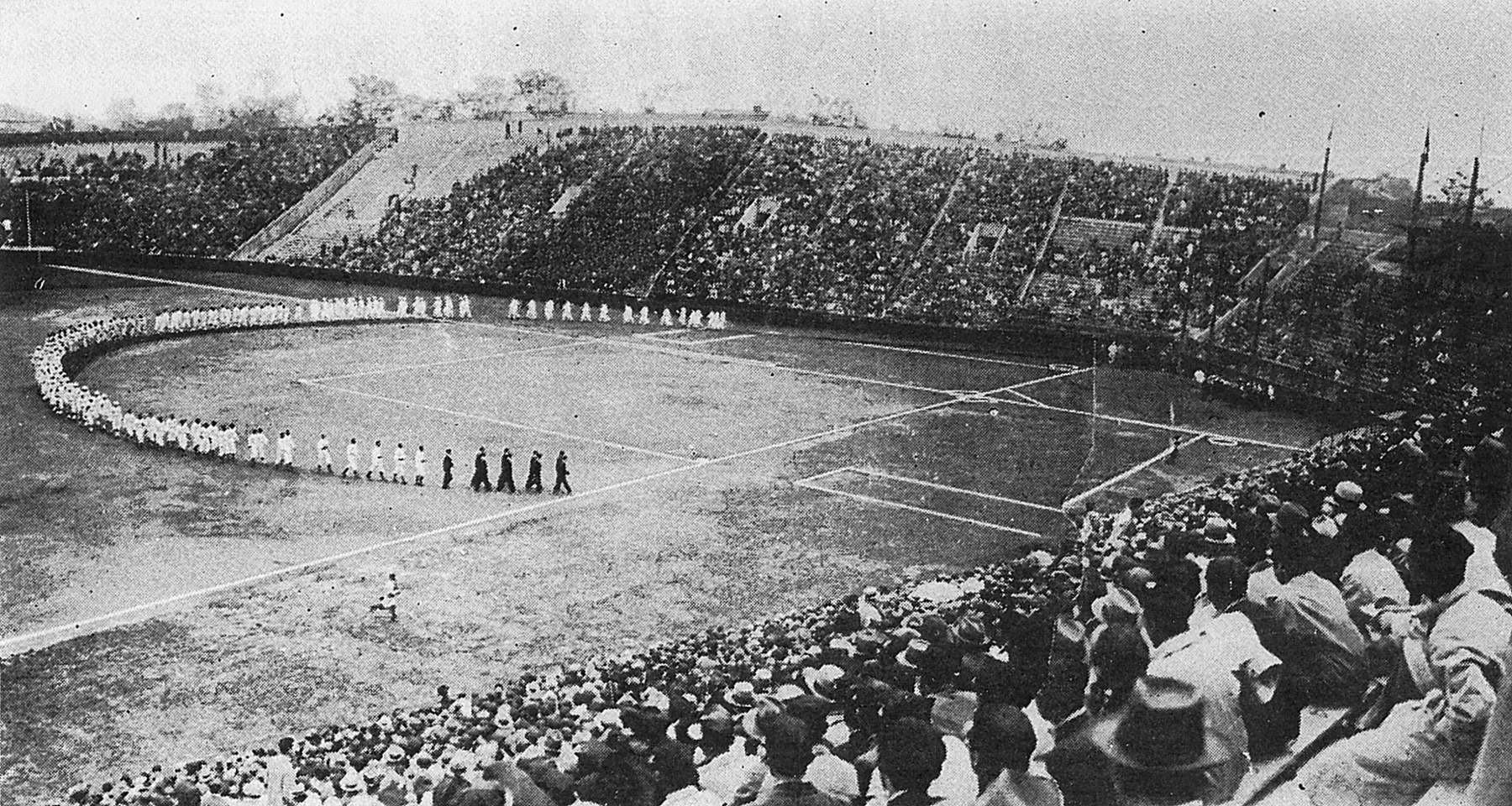
1932年春六大学リーグ戦入場式

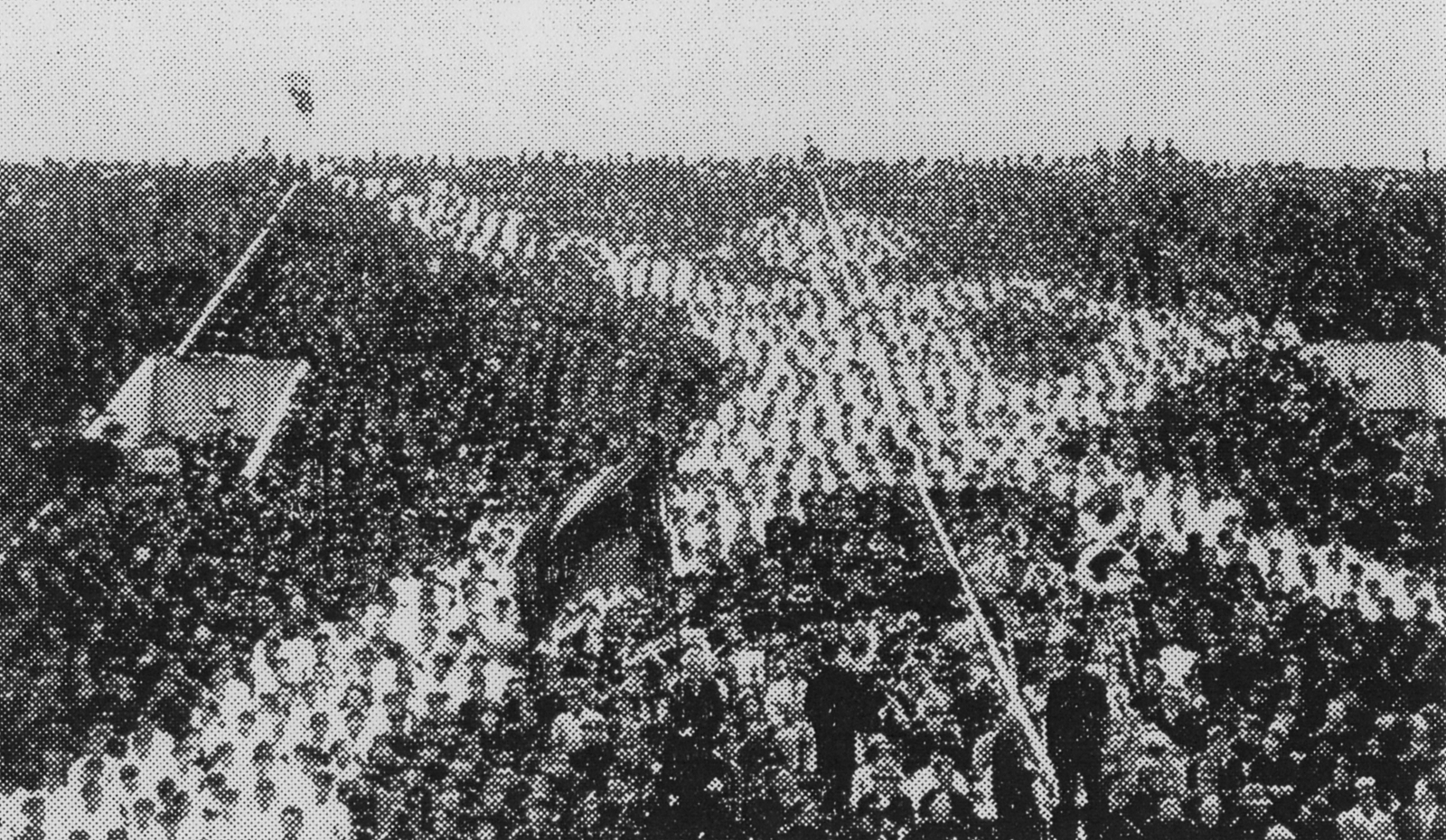
慶應応援席の人文字（1933年）

  - 3月15日 - 明大野球部渡米（7月25日帰国）。
  - 4月21日 - 神宮球場で初の入場式を行う。
  - 11月1日 - 明治神宮体育大会での早慶戦に昭和天皇が行幸。最初の天覧試合。
- 1930年（昭和5年）10月29日 - 秋季リーグ戦で法政大学が初優勝。
- 1931年（昭和6年）
  - 4月04日 - 法大野球部渡米（7月28日帰国）。
  - 5月09日 - 神宮球場拡張工事竣功、春季リーグより全試合の試合会場を神宮球場とする。
  - 5月18日 - 慶應－明治2回戦で「八十川ボーク事件」（専属審判制度廃止）。
  - 10月27日 - 秋季リーグ戦で立教大学が初優勝。
- 1932年（昭和7年）
  - 4月01日 - 野球ノ統制並施行ニ関スル件（いわゆる野球統制令）発効。
  - 4月07日 - 立大野球部渡米（7月2日帰国）。
  - 4月28日 - 東京六大学野球連盟が文部省訓令第四号により常置団体として公認される[72]。
  - 5月10日 - 早稲田がリーグを脱退。
  - 5月14日 - 東京六大学野球連盟を「東京大学野球連盟」と改称（戦後旧称に戻す）。
  - 9月07日 - 太田四州ら東京運動記者倶楽部の斡旋により、早大がリーグ復帰。
- 1933年（昭和8年）
  - 4月16日 - 年間1シーズン制を採用（春1試合、秋2試合総当り制）。
  - 10月1日 - 早立3回戦で「宵越試合」。
  - 10月7日 - 慶立2回戦の判定をめぐって「審判忌避事件」起こる[73]。
  - 10月22日 - 早慶3回戦で「リンゴ事件」。
- 1935年（昭和10年）
  - 4月05日 - 各校の配分金を6万円に制限、入場料を1円、50銭、30銭、学生10銭に減額[74]。
  - 4月20日 - 春・秋各2試合総当り制に変更。
  - 春季から早慶戦が最終戦に固定される。
- 1936年（昭和11年）
  - 5月01日 - 早大野球部渡米（7月15日帰国）。
  - 10月5日 - 日程の関係で慶立2回戦のみ戸塚球場で開催[75]。
  - 職業野球の台頭により六大学選手（景浦将、野口明など）の引き抜きが相次ぐ。
- 1937年（昭和12年） - 開会式と閉会式で全校選手の参加、グラウンド往復の自動車利用禁止、試合前に両チーム本塁側に集まっての挨拶などを規定[76]。
- 1938年（昭和13年）10月31日 - 明治が4連覇を達成。
- 1939年（昭和14年）8月16日 - 文部省の干渉により平日の試合が禁止、1日3ゲームの短縮日程となる。

- 1940年（昭和15年）

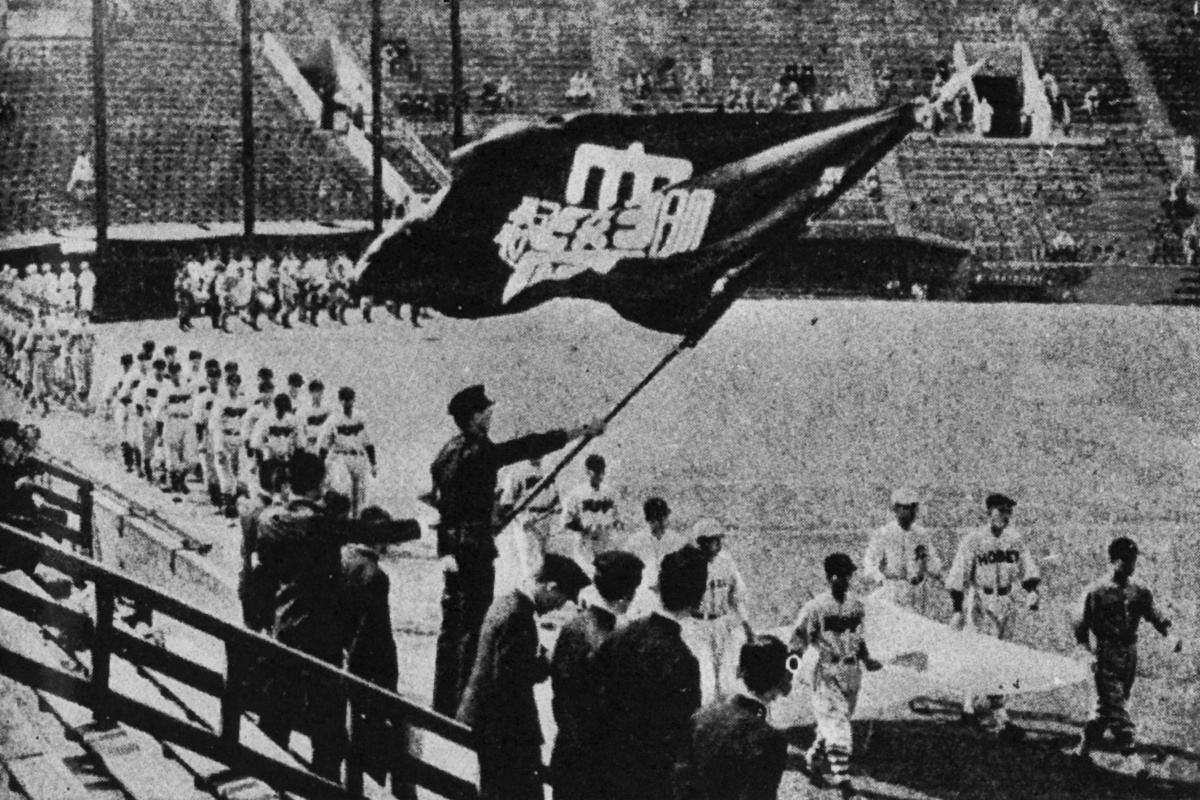
戦前最後の六大学野球入場式
（1942年10月3日）

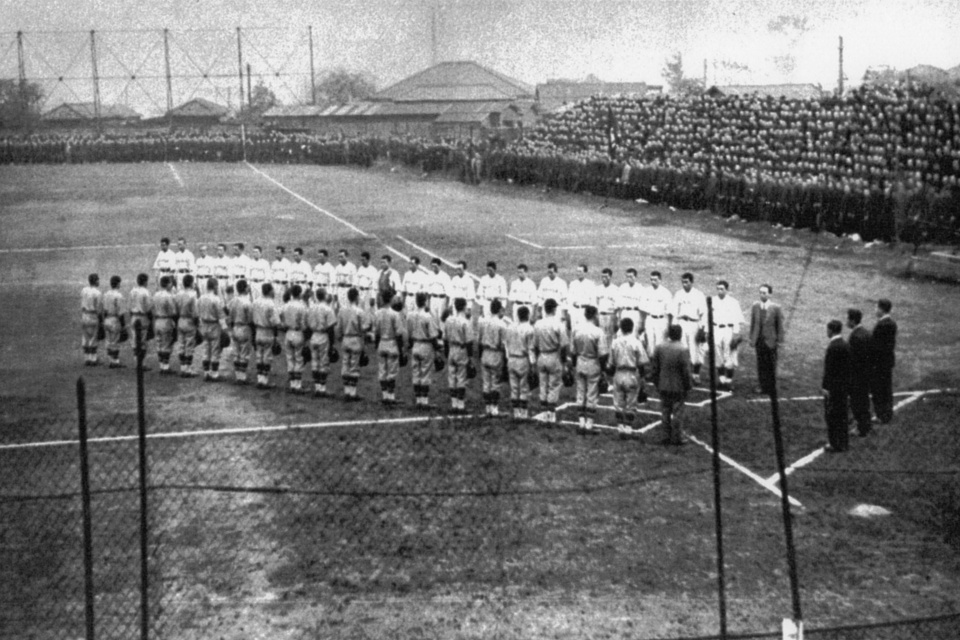
出陣学徒壮行早慶戦
（1943年10月16日）

  - 3月27日 - 春2試合総当り、秋一本勝負に変更。
  - 6月08日 - 東亜競技大会で連盟選抜が優勝。
  - 6月22日 - 春季リーグ戦で慶・明・立が7勝3敗（同率首位）、優勝預かりとなる。
  - 9月14日 - 文部省の圧力により秋季リーグ戦が1回戦総当たりに短縮。
- 1941年（昭和16年）9月11日 - 文部省の意向により土曜日の試合も禁止、1日3試合の変則日程を採用。
- 1942年（昭和17年）
  - 4月18日 - 春季リーグ戦開幕日に空襲警報発令（ドーリットル空襲）。開幕を1週間延期。
  - 10月3日 - 1回戦総当たり、1日3試合の変則日程で秋季リーグ戦開幕、同月25日の試合が結果的に戦前最後の六大学公式戦となった。
- 1943年（昭和18年）
  - 4月6日 - 文部省が3月29日に制定した戦時学徒体育訓練実施要綱に沿って、重点をおかざる野球の大会とみなした大学リーグ戦の解散を要求[77]。
  - 4月28日 - 東京大学野球連盟解散、摂政杯を宮内省に返還。
  - 10月16日 - 出陣学徒壮行早慶戦を開催（戸塚球場）。
- 1944年（昭和19年） - 合同練習の名目で立教と早稲田が対戦（戸塚球場）[78]。

### 昭和中後期
- 1945年（昭和20年）
  - 8月15日 - 玉音放送、第2次世界大戦の実質的な終結。
  - 9月2日 - 降伏文書調印（連合国軍占領下の日本も参照）
  - 9月18日 - 神宮外苑、占領軍に接収される。
  - 10月28日 - 六大学OB紅白戦を開催（神宮球場）。
  - 11月18日 - 全早慶戦を開催（神宮球場）。

- 1946年（昭和21年）

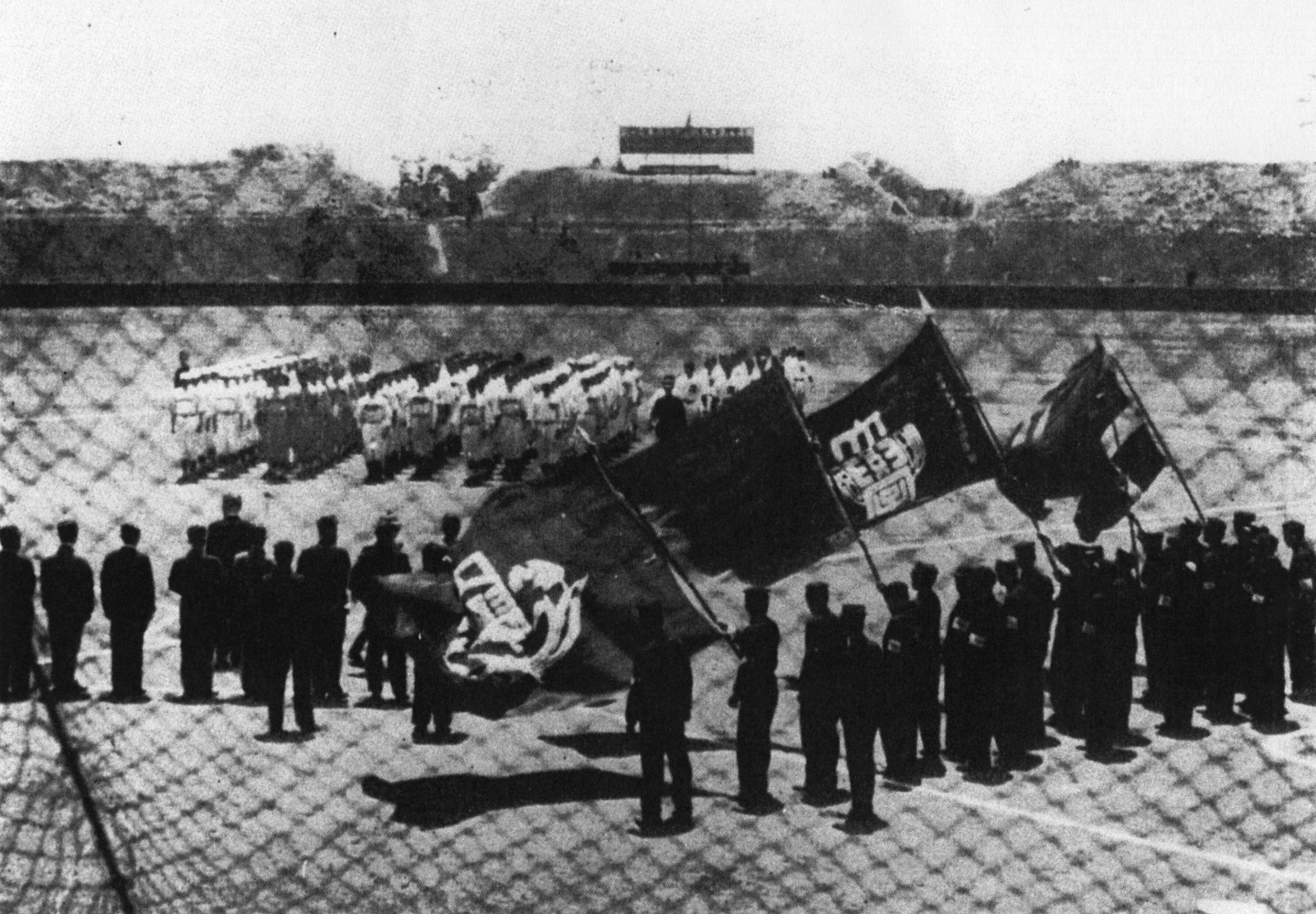
戦後最初の六大学野球開幕式
（1946年5月19日、上井草球場）

  - 3月11日 - 東京六大学野球復活決定。
  - 5月19日 - 春季リーグ戦開幕。前半戦は上井草球場、後半戦は後楽園球場使用での1回戦制。
  - 6月16日 - 慶大が戦後最初の優勝校となる。東大も健闘して2位（歴代最高順位）。
  - 9月14日 - 秋季リーグ戦開幕（3回戦制）。神宮球場使用許可。
  - 11月1日 - 東京六大学野球連盟に天皇杯を下賜[79]。
- 1947年（昭和22年）
  - 大学野球王座決定戦開催のため、東都大学野球連盟、関西六大学野球連盟（旧関西六大学）とともに全国大学野球連盟を結成。
  - 春季は後楽園・東大・和泉の各球場を使用。東大に初めて応援部が登場[80]。
  - 秋季は神宮・後楽園・戸塚・東大の各球場を使用。
- 1948年（昭和23年）
  - 勝ち点制を採用し、首位同勝ち点の場合は勝率関係なしで優勝決定戦を行う方式になる。
  - 春季は神宮・後楽園・東大・戸塚・和泉の各球場を使用。
  - 秋季は神宮・東大・和泉の各球場を使用。
- 1949年（昭和24年）
  - 春季は神宮・後楽園・上井草の各球場を使用。
  - 6月13日 - 早慶戦に先立ち、ダグラス・マッカーサー元帥が早慶両校に激励のメッセージを寄せた[81]。
  - 秋季も神宮・後楽園・上井草の各球場を使用。

- 1950年（昭和25年）
  - 春季は神宮と上井草を使用。
  - 秋季は全試合が神宮開催となる。

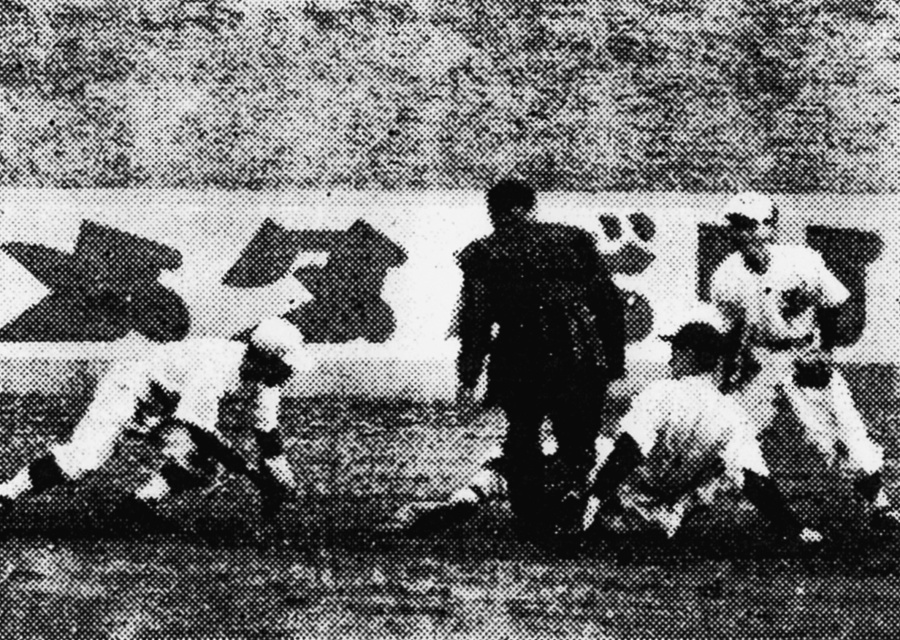
1951年春の東立決勝戦
（武蔵野グリーンパーク）

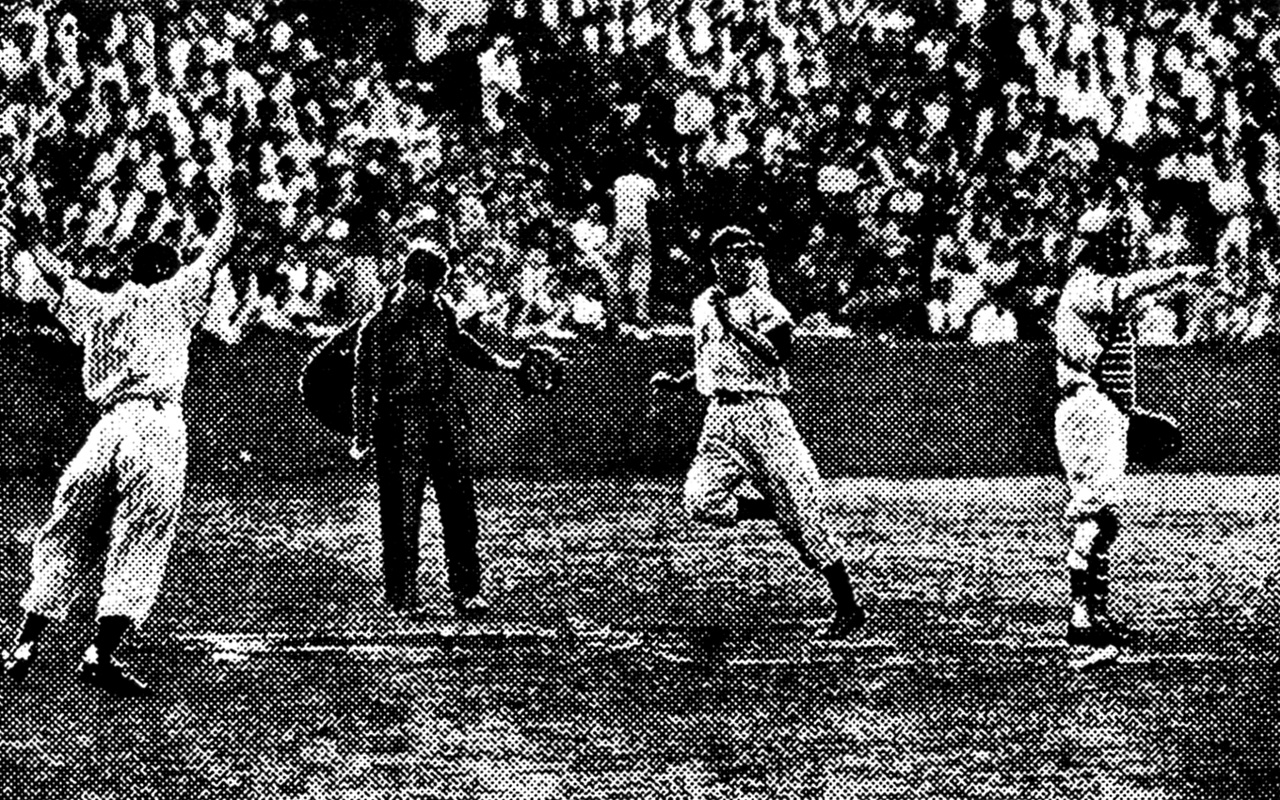
三塁から生還する長嶋茂雄（1955年秋の早立1回戦）

  - 11月6日 - 昭和天皇および香淳皇后の行幸啓を得て天覧早慶戦開催。昭和天皇の観戦は1929年以来2度目、香淳皇后は初[82]。
- 1951年（昭和26年)
  - 春季は神宮・上井草・武蔵野グリーンパークの各球場を使用。
  - 秋季は全試合が神宮開催となる。
- 1952年（昭和27年）
  - 1月01日 - 全日本大学野球連盟結成。東京六大学野球連盟も同連盟傘下となる。
  - 3月31日 - 神宮球場返還。同年春季より、同勝ち点の場合は勝率で優勝を決めることに規約を改正。
  - 4月16日 - 法東決勝戦を上井草球場で開催[83]。
- 1953年（昭和28年）4月12日 - 春季リーグ戦の入場式と開幕戦をNHKがテレビ中継（日本初のテレビスポーツ中継）[84]。
- 1955年（昭和30年） - 春季から優勝校にNHK杯を授与。
- 1957年（昭和32年）11月3日 - 長嶋茂雄（立大）が六大学本塁打通算記録を更新（8本）。
- 1958年（昭和33年） - 立教が4連覇を達成。
- 1959年（昭和34年） - 春季から背番号制を導入。
- 1960年（昭和35年）11月6～12日 - 早慶六連戦（早大優勝）。
- 1964年（昭和39年）5月17日 - 渡辺泰輔（慶大）が六大学最初の完全試合を達成。
- 1965年（昭和40年）
  - 1月26日 - 飛田穂洲死去。初の学生野球葬を挙行（31日）[85]。
  - 4月30日 - 春季からプロだけで使用していた神宮球場左右両翼のラッキーゾーンを固定して使用することに変更。

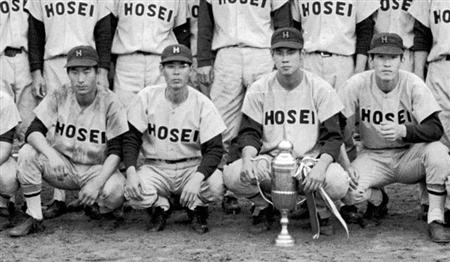
法政三羽ガラス（1968年）

- 1968年（昭和43年） - 春季から明治維新百年を記念して優勝校に明治神宮杯が贈られることになる。
- 1969年（昭和44年） - 山中正竹（法大）が六大学通算最多勝利（48勝）を達成。
- 1970年（昭和45年）1月28日 - 大学紛争の影響で部員不足に陥った東大に対して留年生の出場を認める特例措置を承認。
- 1971年（昭和46年）
  - 第1試合開始を午後2時、第2試合開始を午後4時半に変更（この年のみ）。
  - 春季リーグ戦で法政が4連覇を達成。
- 1974年（昭和49年） - 江川ブーム到来（～77年）。
- 1975年（昭和50年）11月8日 - 連盟結成50周年記念試合として六大学OBのプロ野球選手による紅白試合実施。
- 1976年（昭和51年）
  - 11月03日 - 神宮球場竣工50周年記念試合として東都大学野球連盟との対抗試合を開催。
  - 11月13日 - 東京六大学・東都大学のプロ選手OB戦を開催。
- 1977年（昭和52年） - 秋季リーグ戦で法政が4連覇を達成。
- 1979年（昭和54年） - 連盟100シーズンを迎え、営団地下鉄（現東京メトロ）から記念切符が発行される。
- 1981年（昭和56年）
  - 同年よりチェコスロバキア杯が贈られる。
  - 春季リーグ戦で東大が早慶両校から勝ち点を挙げる（赤門旋風）。
- 1982年（昭和57年） - 神宮球場に人工芝敷設。
- 1987年（昭和62年）11月22日 - 「サヨナラ安部球場」全早慶戦を開催。
- 1988年（昭和63年） - 昭和天皇の不例（体調不良）のため、試合中の太鼓応援が自粛される。その後、周辺住民の感情に配慮し、太鼓応援の一部制限を行う。

### 平成時代
- 1989年（昭和64年/平成元年） - 春季リーグ戦で法政が4連覇を達成。
- 1992年（平成4年）10月17・18日 - プロ野球日本シリーズ開催に配慮し、初のナイター試合を実施（慶應－法政、早稲田－明治）。
- 1994年（平成6年）5月29日 - 第125代天皇天覧早慶戦開催。
- 1995年（平成7年）
  - 9月19日 - ジョディ・ハーラー投手（明大）が女性部員として初出場。
  - 11月4日 - 連盟結成70周年記念試合として六大学現役選抜対六大学OBとの試合実施。
- 1996年（平成8年）11月9日 - 明治神宮外苑創建70周年記念試合として東都大学野球連盟との対抗試合実施。また岐阜県長良川球場にて東京六大学野球トーナメントを実施（1999年まで毎年開催）。
- 1997年（平成9年）
  - 9月28日 - 高橋由伸（慶大）が六大学通算最多本塁打を更新（23本）。
  - 10月14日 - 明治-立教4回戦の9回表、一塁ゴロのタッチプレーを巡り、両軍乱闘となり、立教の投手が負傷[86]。
  - 10月15日 - 理事会で明治の総監督と部長の辞任が了承され、明治の監督、選手5人のリーグ戦終了までの謹慎が了承された[87]。
- 2000年（平成12年）8月19・20日 - 関ヶ原合戦400年を記念し、関西学生野球連盟と協力し両連盟によるオールスター東西対抗学生野球大会を実施（岐阜県長良川球場および大垣北公園野球場で各1試合ずつ）。
- 2001年（平成13年）5月28日 - 明東2回戦で女性投手同士の投げ合いが実現。
- 2003年（平成15年）11月26日 - 早慶戦100周年記念行事。両校シニアOBによる親善試合と、全早慶戦を実施。
- 2006年（平成18年）11月04日 - 明治神宮外苑創建80周年記念試合としてヤクルトと試合を行う。
- 2007年（平成19年）
  - ハンカチ王子フィーバー（～10年）。
  - 11月17日 - 2007日中文化・スポーツ交流年記念日中大学野球交流戦として東京六大学選抜対中国大学選抜の試合を実施。
- 2010年（平成22年）
  - 春季リーグ戦に初めて朝日新聞社寄贈の優勝旗が、優勝チームに贈られた。
  - 8月19日 - 愛媛県松山市・坊っちゃんスタジアム開場10周年を記念した東京六大学野球オールスターゲームを実施[88]。

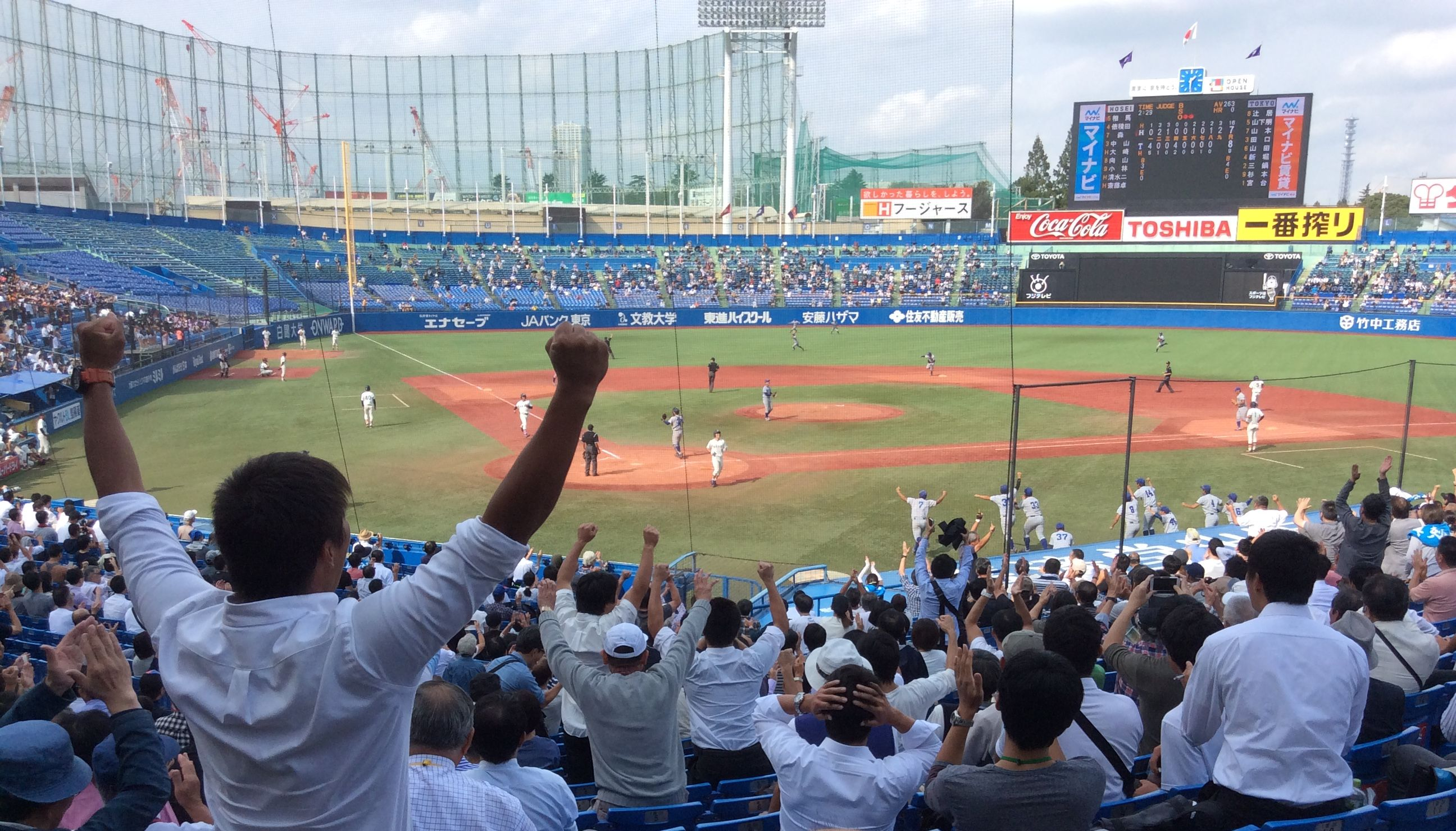
2017年の東京六大学野球

- 2011年（平成23年）8月30日 - 六大学合同の少年野球教室を初開催[89]。
- 2012年（平成24年）8月18・19日 - クリネックススタジアム宮城で東日本大震災復興親善試合を開催[90]。
- 2013年（平成25年）4月01日 - 一般財団法人に移行。
- 2014年（平成26年）8月23日 - 東京六大学野球オールスターゲーム in 南魚沼を開催[91]。
- 2016年（平成28年）11月5日 - 明治神宮外苑創建90周年記念奉納試合として東京ヤクルトスワローズとの試合を実施。
- 2018年（平成30年）7月15日 - 第6回世界大学野球選手権大会（台湾・嘉義市立野球場）で東京六大学選抜チームが日本代表として出場し優勝[92][93]。

### 令和時代～現在
- 2020年（令和2年）4月5日 - 新型コロナウイルス感染拡大をうけ、臨時理事会において開幕日を5月下旬に延期、1試合総当たり方式の開催とする。また、感染拡大の情勢次第で、無観客試合や中止を視野にいれる[94]。その後、感染拡大が収まらないことから8月に開幕を延期することになった。7月10日、理事会を開催し、春季リーグ戦の開催を8月10日に決定[95]。秋季リーグ戦は2回戦総当たり（2021年秋季まで採用、2022年春季より2戦先勝方式に戻る）。

## 特徴

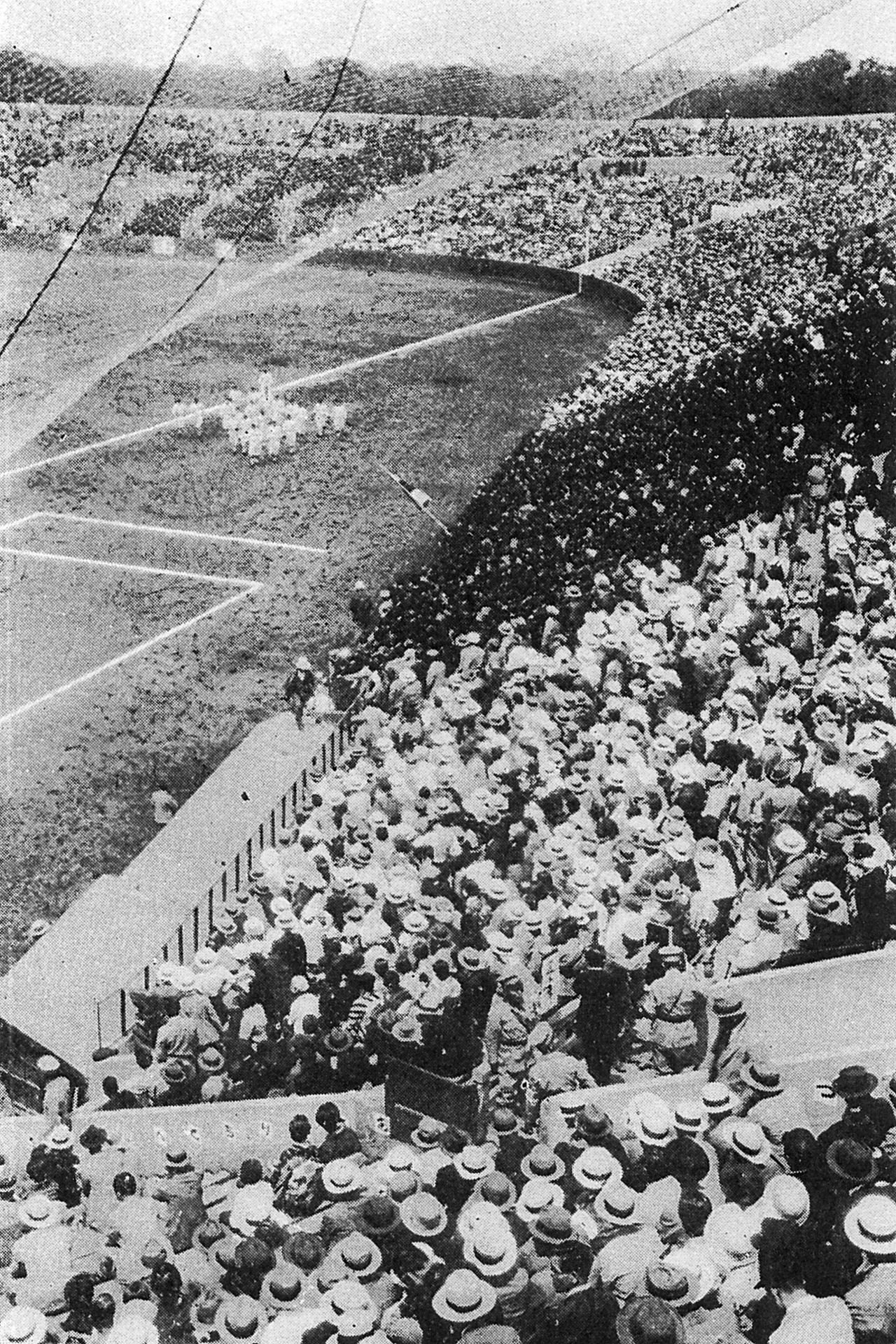
昭和初期の早慶戦

早慶戦を起源とすることから、最終戦の対戦カードは必ず早慶戦となっている。早慶戦は日本の野球の発展に大きな影響を及ぼし、長く国民的な注目を集め、現在も両校の学生や卒業生が応援しており、他のカードをより多い観客数となっている。早慶戦が必ず最終節に組まれているため、早慶両校は全5カードを戦うのに最大8週間かけることが出来、かつ3週連続で試合を行うことは絶対ないのに対し、他校で第1週（第1・2カード）に出場しない学校は6週間で5カードをこなさなければならないので、選手の疲労度を考慮すると、日程面では早慶両校が他校と比較して有利である。また早慶戦は1日1試合のみであり、原則プロ併用はなしで試合前の球場練習時間も確保されている。他リーグでは通常、前シーズン1、2位校のカードが最終週に組まれる。
成立以来全国から有力な球児たちが集まり、テレビ普及によるプロ野球の人気上昇前においては、日本の野球において高校野球と人気を二分してきた。1980年代以降は以前ほどの人気を集めなくなったが、東京六大学野球連盟の発表する観客動員数によると早慶戦を含まなくとも大学野球では全国随一の動員力を維持している。
六大学野球が成立する以前から加盟を求める大学が相次いだが、連盟はそれを拒否してきた（詳細については後述章の連盟成立・結成にまつわる経緯と諸説を参照）。
リーグ戦で指名打者制を採用していない。

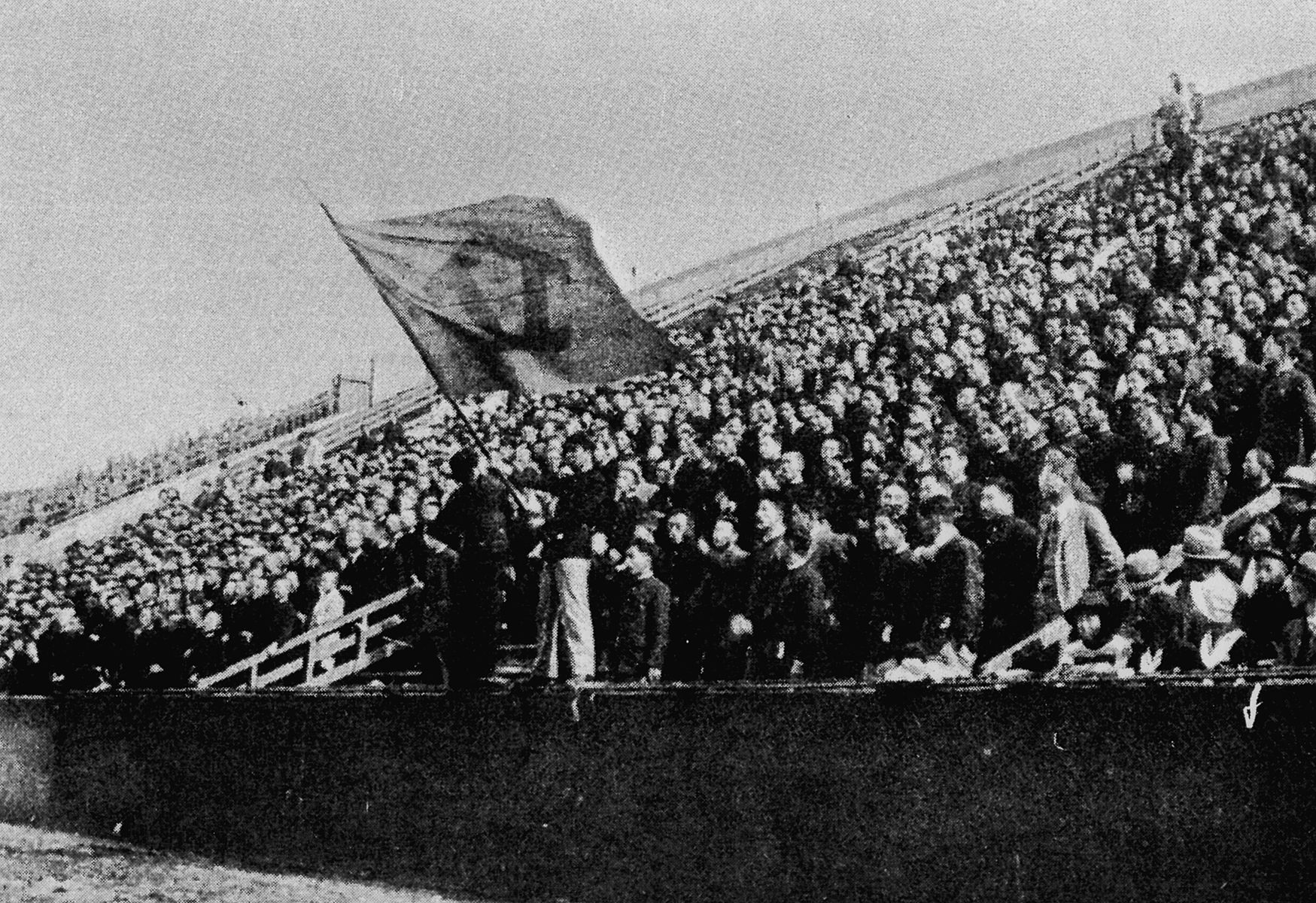
昭和初期の立教応援団

試合開始・終了時には両校応援席とも校旗を掲揚して校歌斉唱と「フレー・フレー」のかけ声（母校と対戦校のそれぞれに対して）からなるエール交換（応援席以外の観客は静粛する）を行い、相手への敬意を表する。エール交換中、応援席に座る学生たちには相手校への敬意から起立・脱帽が義務づけられている。コンバットマーチ（早稲田）ダッシュケイオウ（慶應）狙いうち（明治）チャンス法政（法政）セントポール（立教）鉄腕アトム（東大）など、現在高校野球やプロ野球で使われる応援曲の多くが東京六大学から生まれており、東京六大学の応援が高校野球やプロ野球へ、そして全国へ伝播したものである。また、野球応援にチアリーダーが登場したのは、東京六大学が最初とされている（早慶六連戦を参照）。
創成期のプロ野球の運営方法にも影響を与えたものもある（1936年度のプロ野球は勝ち点制を採用など）。

## 試合会場

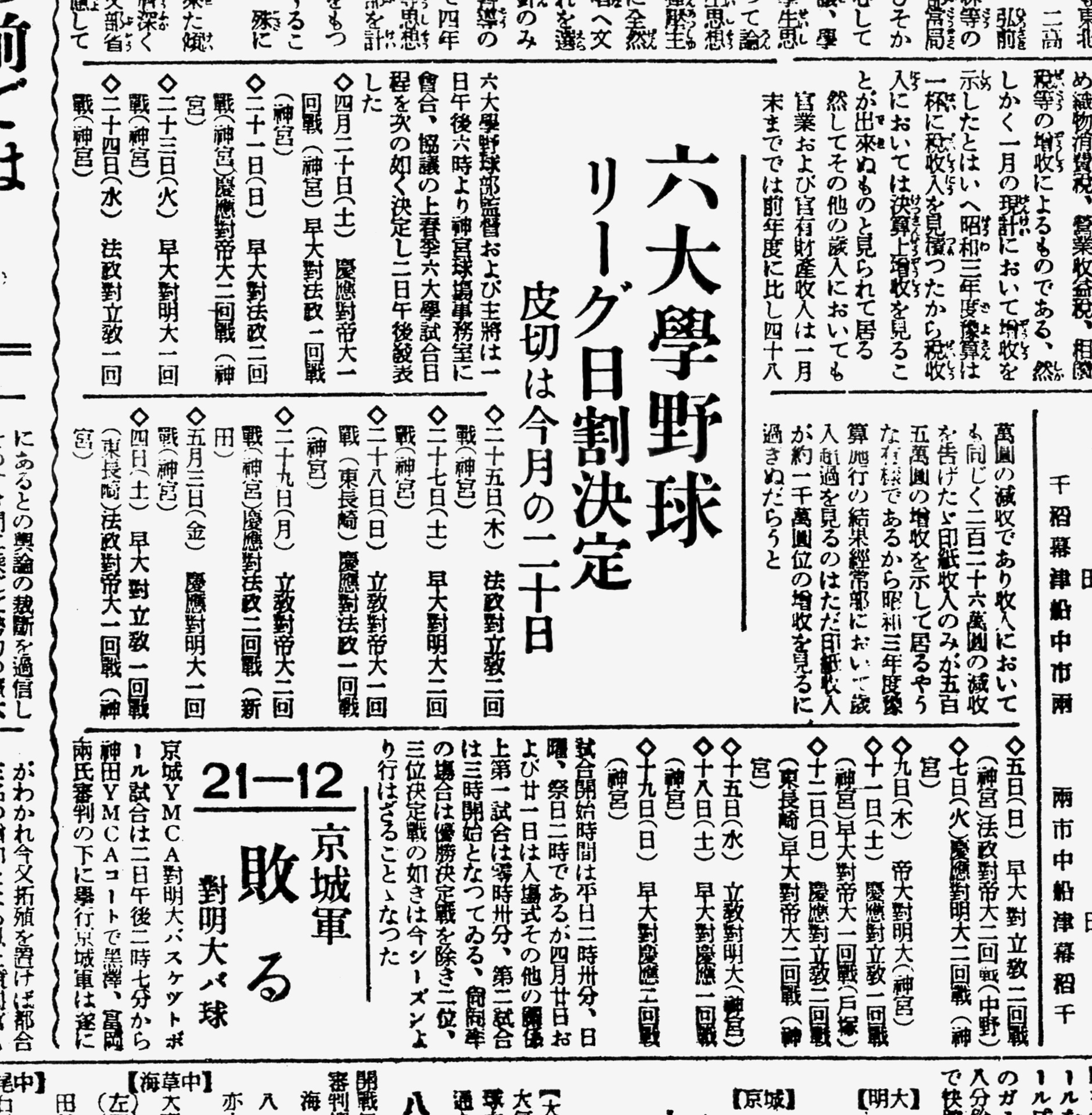
六大学野球 リーグ日割決定（『東京朝日新聞』 1929年4月3日付朝刊3面）：1931年の神宮球場拡張工事完成までは戸塚球場などの各大学グラウンドも併用されていた。

週末を中心に、すべて神宮球場のみで行なわれる。全国の大学野球リーグで独立した球場のみですべての試合を行うのは本連盟と東都大学野球のみ（大学所有球場のケースはあり、また東都大学は場合によって他球場使用の実績がある）。
東京六大学野球連盟は神宮球場の建設時に協力をし、また1931年の神宮球場の拡張の際に工費を負担した経緯から、球場の使用割り当てを決定する上で最優先の配慮を受けており、リーグ戦開催時期はリーグ戦終了後に行なわれる新人戦まで含めて東京六大学野球連盟が優先的に神宮球場を使用して試合を開催する。
ベンチの配置は原則として対戦組み合わせスケジュール表（公式サイト参照）の左のチームが3塁側、右のチームが1塁側（先攻は3塁側）となるが、早慶戦は全試合共通で早稲田が1塁側、慶應が3塁側と固定されている（1933年に起こった応援過熱による騒動（リンゴ事件）を背景とする。ただし先攻は他の組み合わせと同様に組み合わせ表の左側のチームとなる）。なお、土曜日に開催される1回戦が雨天などの理由で2試合とも（第8週は早慶戦1試合）中止となった場合、試合順及びベンチの配置・攻撃順は翌日にスライドさせず、月曜日以降に開催される2回戦に引き継がれる。一旦販売された入場券の扱いも同様である。
リーグ戦期間中に各校応援団が利用する応援リーダー台は、東京六大学応援団連盟の共有所有物であるが、その応援リーダー台の設置の為に、球場設備の一部であるフェンス支柱に応援リーダー台固定用の突起金具が溶接されている。こうした他では考えられない（プロでも）便宜を提供するほど球場と大学野球連盟の関係が深いのは、全国でも唯一といっていい。前述のように東京六大学連盟が神宮球場の設立期に協力したことに由来するものと考えられる。
スコアボードの校名表記は原則としてアルファベット表記であり、たとえば早稲田ならば得点欄は「W」、選手名の一番上には「WASEDA」と表記される。スコアボードが改修された2008年春季以降は選手名上部はユニフォームと同じ書体、2008年秋季からは得点欄も帽子のマークと同じ表記となった。このため立教の得点欄の表記は「R」ではなくシンボルマークのユリ（フルール・ド・リス）となっている。
球場内の座席は、以前は学生席（500円）・外野席（700円）・内野席（1,100円）・特別指定席（1,300円）に分けられていたが、低下している観客動員数の改善の為、2010年春季リーグから学生席は応援席に変わり学生以外も入場できるようになり、また学生は内野席（学生内野席）に800円で入場できるようになった。神宮球場でのアマチュア野球の試合で外野席を常時開放するのは原則として東京六大学野球のみ（高校野球決勝戦等で多客時を除き）。2020年は観客数制限もあり内野席券（1,500円）と前記の学生内野席券のみ。

## 記録
主な記録は連盟ホームページ、ベースボール・マガジン社発行の雑誌「大学野球（各季展望、決算号）」等でも確認できる。

### 優勝回数
連盟ホームページを参照のこと。リーグの各記録に、5大学リーグ以前（＝1925年春季以前）の記録は含まれていない。
2025年春季リーグ戦終了時点
| 大学名       | 優勝回数 | 最近の優勝 |
| ------------ | -------- | ---------- |
| 早稲田大学   | 49回     | 2025年春季 |
| 法政大学     | 46回     | 2020年春季 |
| 明治大学     | 43回     | 2023年春季 |
| 慶應義塾大学 | 40回     | 2023年秋季 |
| 立教大学     | 13回     | 2017年春季 |
| 東京大学     | 00回     | -          |

※1940年春季は慶大・明大・立大の3校が7勝3敗でならび、優勝預かりとなった。

### 歴代優勝大学
平成以降の優勝校のみ
- ☆：全国大会優勝

| 開催年 | 春季          | 秋季          |
| ------ | ------------- | ------------- |
| 1989年 | 法政大学      | 立教大学      |
| 1990年 | 早稲田大学    | 立教大学      |
| 1991年 | 慶應義塾大学  | 慶應義塾大学  |
| 1992年 | 明治大学      | 慶應義塾大学☆ |
| 1993年 | 明治大学      | 早稲田大学    |
| 1994年 | 明治大学      | 法政大学      |
| 1995年 | 法政大学☆     | 明治大学☆     |
| 1996年 | 法政大学      | 明治大学☆     |
| 1997年 | 慶應義塾大学  | 法政大学      |
| 1998年 | 明治大学      | 法政大学      |
| 1999年 | 早稲田大学    | 立教大学      |
| 2000年 | 法政大学      | 慶應義塾大学☆ |
| 2001年 | 法政大学      | 慶應義塾大学  |
| 2002年 | 早稲田大学    | 早稲田大学    |
| 2003年 | 早稲田大学    | 早稲田大学    |
| 2004年 | 明治大学      | 慶應義塾大学  |
| 2005年 | 早稲田大学    | 法政大学      |
| 2006年 | 法政大学      | 早稲田大学    |
| 2007年 | 早稲田大学☆   | 早稲田大学    |
| 2008年 | 明治大学      | 早稲田大学    |
| 2009年 | 法政大学☆     | 明治大学      |
| 2010年 | 慶應義塾大学  | 早稲田大学☆   |
| 2011年 | 慶應義塾大学  | 明治大学☆     |
| 2012年 | 早稲田大学☆   | 法政大学      |
| 2013年 | 明治大学      | 明治大学      |
| 2014年 | 慶應義塾大学  | 明治大学      |
| 2015年 | 早稲田大学☆   | 早稲田大学    |
| 2016年 | 明治大学      | 明治大学☆     |
| 2017年 | 立教大学☆     | 慶應義塾大学  |
| 2018年 | 慶應義塾大学  | 法政大学      |
| 2019年 | 明治大学☆     | 慶應義塾大学☆ |
| 2020年 | 法政大学      | 早稲田大学    |
| 2021年 | 慶應義塾大学☆ | 慶應義塾大学  |
| 2022年 | 明治大学      | 明治大学☆     |
| 2023年 | 明治大学      | 慶應義塾大学☆ |
| 2024年 | 早稲田大学    | 早稲田大学    |
| 2025年 | 早稲田大学    |               |

### 全国大会成績
※大学選手権＝全日本大学野球選手権大会出場回数、神宮大会＝明治神宮野球大会出場回数。

※集計データは第73回全日本大学野球選手権大会(2024年)、第55回明治神宮野球大会(2024年)終了時のもの。
| 学校         | 全国大会 合計出場回数 | 大学選手権 | 神宮大会 | 最終出場大会      | 備考                                                        |
| ------------ | --------------------- | ---------- | -------- | ----------------- | ----------------------------------------------------------- |
| 法政大学     | 36                    | 20         | 16       | 2018年 神宮大会   | 全日本大学野球選手権大会優勝：8回 明治神宮野球大会優勝：3回 |
| 明治大学     | 34                    | 20         | 14       | 2023年 大学選手権 | 全日本大学野球選手権大会優勝：6回 明治神宮野球大会優勝：7回 |
| 早稲田大学   | 28                    | 15         | 13       | 2024年 神宮大会   | 全日本大学野球選手権大会優勝：5回 明治神宮野球大会優勝：1回 |
| 慶應義塾大学 | 24                    | 12         | 12       | 2023年 神宮大会   | 全日本大学野球選手権大会優勝：4回 明治神宮野球大会優勝：5回 |
| 立教大学     | 8                     | 5          | 3        | 2017年 大学選手権 | 全日本大学野球選手権大会優勝：4回                           |
| 東京大学     | 0                     | 0          | 0        | -                 | -                                                           |

## 試合中継・マスコミ

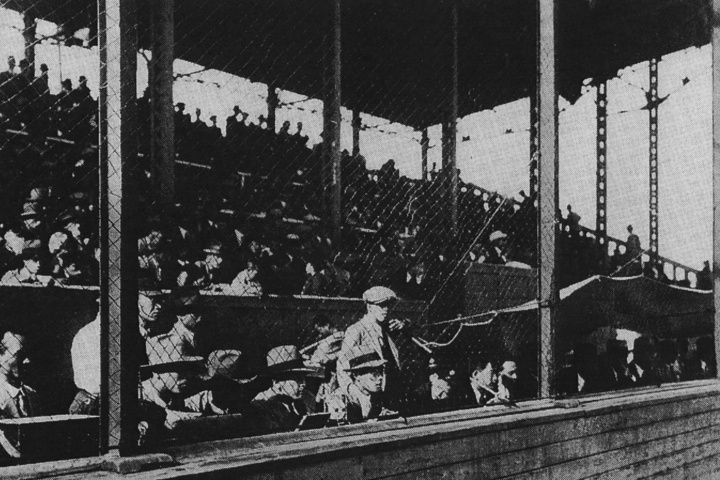
1936年頃の東京六大学野球中継

1927年秋のリーグ戦からラジオ中継され、テレビでも草創期から中継を行うなど、マスコミは人気コンテンツとして六大学の試合を中継してきた。

### テレビ
1960年の早慶六連戦当時は、NHKだけでなく東京キーの民放全局がこれを中継するなどしていたが、その後民放は順次撤退、NHKも放映数を減少させていった。
テレビ神奈川や東京メトロポリタンテレビ（東京MXTV）でも開局直後から数年にわたり試合中継を行っていた（テレビ神奈川は80年代中頃に中継を中止したが、90年代に入り土日の深夜にダイジェストを放送した）。
1974年秋季、東大が法大の江川卓から勝ち星を挙げた試合ではテレビ神奈川が異例の中継延長に踏切った。それを知ってか試合終了後に東大ナインがテレビカメラに向かって一礼する一幕もあった。
1981年5月には東大が早慶から勝ち点を挙げ「赤門旋風」を巻き起こしたことから、TBSが急遽東大－立教4回戦を中継した。
ただ80年代に入り、唯一試合中継を継続していたNHKが、早慶戦を含む数カード（第3週、第6週、第7週、早慶戦の各1試合）に中継を絞り、その後ラジオ中継を廃し、1997年春季には早慶戦のテレビ中継も中止した。しかしそのシーズンに慶大の高橋由伸がリーグタイ記録の22号本塁打を早慶戦（それもNHKがそれまで放映していた日曜日の試合）で放ったため、視聴者から中継中止に対する抗議が多数寄せられる事態が起きた（試合は東京MXTVが中継）。歴史的瞬間を逃した失態と感じたかNHKはその年の秋季から早慶戦の中継を再開した（なおNHKはそれまで優勝校へ授与していたNHK杯も同時期に一時撤廃している）。
2006年11月の東京六大学対東京ヤクルトスワローズ戦は、東京MXTVが生中継した。
2007年春季、前年夏の甲子園優勝投手で話題の斎藤佑樹が早大に入学したことにより試合中継数が一気に増加。民放放送各局が連盟と放映権獲得を巡り交渉した末、日本テレビが獲得し六大学の試合中継を再開することとなった。BS日テレでは早稲田戦の10試合を、CS放送の日テレG+では全試合を中継し（なお9月24日、25日は神宮球場内でのテレビ中継をしたが、CS・BS・地上波では未放送に終わった）、地上波では斎藤佑樹が1年生開幕投手を務めた4月14日の東大 - 早稲田戦を中継した（1回表裏のみ）。また5月12日には2007年春季リーグの模様を中心に六大学野球の歴史を紹介した2時間の特別番組を放送した。ちなみにラジオ中継はニッポン放送が放送権を獲得。
2007年5月20日には、NHKが早稲田 - 明治戦を緊急生中継を実施し、6月2日・3日の早慶戦ではNHKが中継したほか、日本テレビも6月3日に特別番組を編成して地上波中継を実施。この日の早慶戦はNHKと日本テレビ合わせて14.3%を記録した。
CSでは日テレG+の放送開始以前はパワーチャンネル（現・MTVジャパン。当時は週末はスポーツ中心の編成で行っていた）→GAORA→スカイ・A （現：スカイ・A sports+）で放送を行っていた。また、東京MXTVでの中継録画をスポーツアイESPNでも放送していた時期もある。なお、スカイ・Aでは2009年春季リーグからテレビ朝日協力（スコアフォントは千代田ビデオ・東京メトロポリタンテレビジョン製作のものを流用。実況アナウンサーもABC、EXのそれぞれから派遣して担当する。毎節の放送ではなく、随時好カードを抜粋して放映）により中継を再開し、現在も放送しているが録画放送のみとなり、生中継は2015年春季リーグまでテレ朝チャンネル2、2015年秋季リーグはBS朝日で放送している。
現在、地上波ではNHK教育テレビが早慶戦の日曜の試合のみをテレビ中継している。

### ネット配信
2006年春季、連盟はリーグ戦全試合のインターネット中継の実験をiiVChannelで開始、同年秋季には日本テレビと提携して第2日本テレビにおいてインターネット中継が実施された。
2009年よりインターネットテレビ局ノーネスチャンネルが運営する東京六大学野球オフィシャルTVにおいて春季・秋季リーグの全試合が配信されている。また、2014年からはノーネスチャンネルによる東京六大学野球オフィシャルTVライブにおいていくつかの試合が神宮球場よりネットで生中継されている。
2017年からは運動通信社が運営するSPORTSBULLにて、不動産会社オープンハウスがタイトルパートナーとなって、BIG6.TVというサービスが誕生。全試合生配信と題し、ライブ中継および3分間のハイライト映像の配信を行っている。また、SNSのTwitterとFacebookにて、BIG6.TVアカウントとして試合映像の切り出し投稿を行っている。
2018年春季からはAbemaTVが中継に参入。SPORTSチャンネルにて全試合の生中継及び見逃し配信を実施している。

### 紙媒体等
新聞・雑誌でも、戦前は大手各紙がスポーツ記事では最も大きい取り上げ方をしていた。試合の詳細まで掲載していたため、戦前のリーグ記録は、新聞報道に頼る部分が少なからずある。戦後もテレビ・ラジオ同様重要コンテンツとして取り上げてきたが、やはり同様に扱いが少なくなり、江川卓卒業後はさらに記事が減少していった。中には取材不徹底のまま早慶戦の人気低迷を取り上げる新聞も出た。
ただ2007年の斎藤佑樹の入学に伴い、東京六大学の新聞・雑誌でもその扱いが一気に増え、斎藤が登板した翌日は1面に取り上げるスポーツ紙も多かった。
雑誌としてはベースボール・マガジン社が年3回「週刊ベースボール」の増刊として「大学野球」を刊行している。もとは「東京六大学野球特集号」としていたものが大学球界の全国各地での発展に伴い名称を変えたものである。とはいえ東京六大学野球に割かれる誌面は今も最も大きく、巻頭を含めて注目選手へのインタビューのほか、選手名鑑、歴代の記録、前シーズンの試合結果や記録などを網羅している。同誌2007年春季リーグ戦展望号では表紙を斎藤が飾った。同誌の刊行史において、入学したばかりの選手が表紙を飾るのは極めて稀なことである。
神宮球場では「神宮球場ガイドブック」（ベースボール・マガジン社制作）を春・秋の2回刊行していた（1986年より）。東京ヤクルトスワローズ関連の記事とともに、東京六大学・東都大学の選手名鑑や記録が掲載され、さらに各連盟OBのインタビューや過去の東京六大学リーグ戦の記事などが誌面を飾り、六大学野球ファン必携の一冊となっていた。2007年春号は同ガイドブック史上初めて、斎藤を含む各校の注目新入生を紹介する頁が設けられた。東大は発行の時点で入部選手が確定しておらず（これは例年のことである）、新人選手の紹介はなかった。ガイドブックは第4週終了時点で同誌史上初めて第1刷を完売した。尚、2017年からは同誌に代わって連盟公認のオフィシャルガイドブックが発刊された。
また、日刊スポーツ出版社は「カレッジベースヒーローズ」を2007年から毎リーグ戦前に刊行していたが、現在は休刊となっている。
このほか、連盟発行のポケットサイズ選手名簿（シーズン開幕時登録ベンチ入り選手、日程、各校歌等の文字のみ）が、神宮球場内で発売されている。

## その他
- 優勝カップ：天皇杯（戦前は摂政杯）、連盟杯（1925年から）、明治神宮杯（1968年から）、アメリカ大使杯（1926年から）、NHK杯（1955年から。かつてはチェコ国友好杯、ハワイリーグ杯、日本テレビ杯などがあった）表彰式では主将ほか4年生の主要選手が拝戴する。天皇杯のみ、翌シーズンの開幕式において連盟へ返納する。
- 高校野球や都市対抗野球のような優勝旗は存在しなかったが、2010年春季リーグ戦からは朝日新聞社から寄贈した優勝旗[20] が授与されるようになった。
- ラッキーゾーン使用前は、ワンバウンドして外野スタンドに入った打球を三塁打（エンタイトル）として扱った。
- 年一回、リーグ戦の全記録や試合解説、選手名簿、卒業生の進路などを掲載した「野球年鑑」を発行している（関係者のみに配布。関係者以外は野球殿堂博物館や国立国会図書館などで閲覧が可能（ただし借り出しはできない）。伝統的にマスコミに多数のOBを送り出していることもあり、記録の充実度・整備度は大学球界では群を抜き、プロ野球並みである。また東京六大学野球に関連する資料は吉澤野球史料保存館でも展示されている。

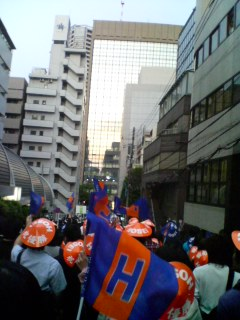
優勝パレードの様子。写真は法大のもの(2009年春)

### 優勝パレード
リーグ戦の優勝校は、全日程の終了後に優勝パレードを行うのが恒例となっている。パレードの参列者は紅白のちょうちんを携えて行進することから、パレードには「ちょうちん行列」「ちょうちんパレード」の別名がある。

概ね神宮外苑内の絵画館前を起点とし、大学本部のある地点までを行進ルートにしている。選手たちはオープンカーに乗って行進に参加する（早稲田を除く）。
なお近年では、渋滞への配慮等から神宮外苑を起点としたパレードを実施しない場合もある。

### 1933年の「宵越試合」

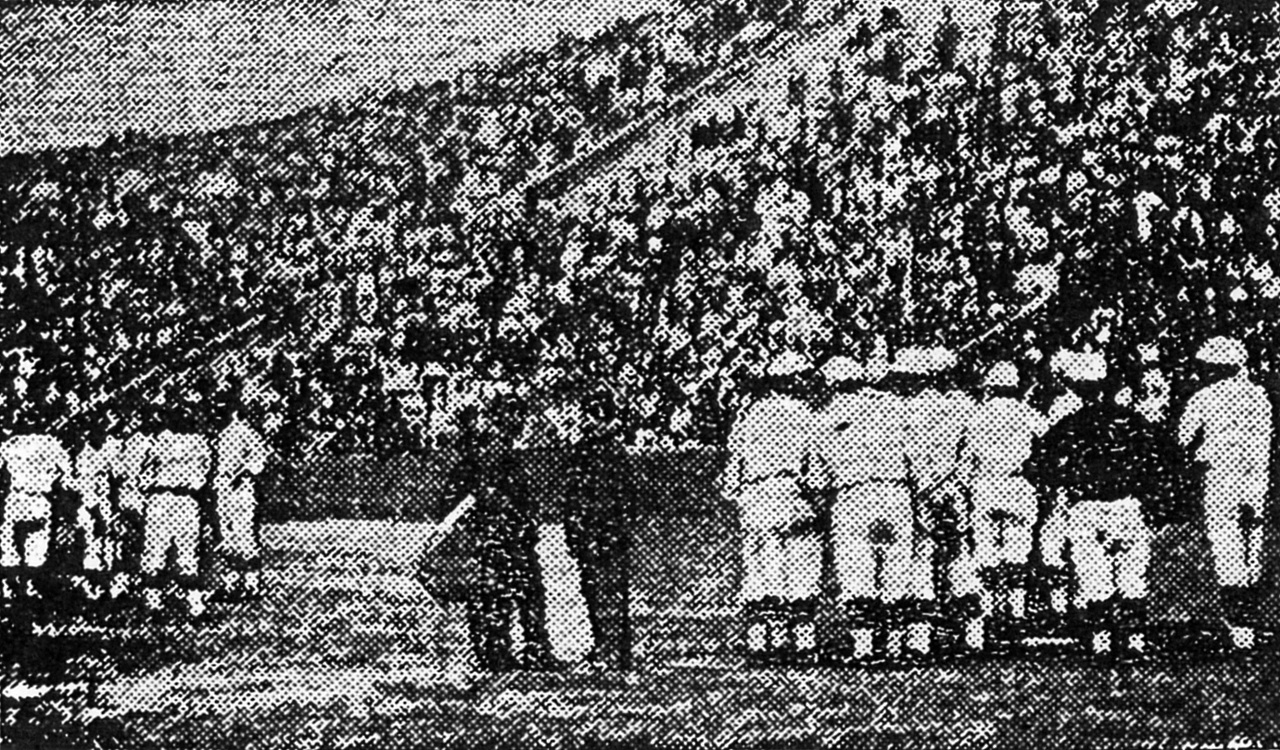
早立戦中断の協議

1933年10月1日の早稲田－立教3回戦は、立教が11-4と大量リードのまま9回表を迎えた。ここで早稲田が反撃に出て大量5点を奪い2点差に迫り、なお2死満塁と詰め寄った。ここで打者長野を迎えたところで日没のためグラウンドが暗くなり、試合続行不可能と判断した審判団は両校監督・主将と協議の上、同じ状況のまま翌日に試合を延期すること（いわゆるサスペンデッドゲーム）とした。翌10月2日、9回表早稲田の攻撃、2死満塁の局面から試合は再開された。早稲田の打者長野は立教の投手塩田の3球目に投ゴロに倒れ、試合はあっさり11-9で立教の勝利に終わった。以後、連盟規定改定などの関係で、同様のサスペンデッドゲームは実施されていない。

### ハンカチ王子フィーバー
2007年の春季リーグは同年に早稲田大学に入学した斎藤佑樹の開幕登板が予想されたことからチケットを求める問い合わせが殺到し、史上初めてチケットぴあでの入場券前売りが実施された。新入生が開幕投手を務めるのは実に77年ぶり史上2人目であった。
4月14日の開幕戦は前年春の4倍となる18,000人が詰めかけ、法政との対戦となった同じ4月28日は20,000人、斎藤が先発した4月29日は28,000人を記録し、従来早慶戦以外では開放されない通称「三角内野」（第2内野席）が開放された。この観客数は早慶戦以外では1992年春季第7週、法政－明治戦（勝った方が優勝。法明戦で勝った方が優勝となるのは久しぶりだった）以来の20,000人越えとなった。両日夜に同じ神宮で行われた東京ヤクルトスワローズ - 読売ジャイアンツ戦の観客動員は28日20,106人、29日29,654人であった。斎藤佑樹の人気がプロ野球、それも従来首都圏で最大の動員力を持っていたとされる巨人戦に肉迫する結果となった。さらに5月20日の早明戦では、30,000人が神宮に詰めかけ、6月2日からの早慶戦では2日34,000人、3日36,000人の観衆が集まった。6月3日の観客数は当日行われたプロ野球交流戦の6試合中5試合を上回り、北海道日本ハムファイターズ対阪神タイガース（札幌ドーム）に次ぐ動員数となった。
入場券を求める行列は4月28日には400人以上に上り、その後シーズンの経過につれその列が増えてきた。そのための混乱を少しでも回避しようとしてか、連盟ホームページでは1日2試合の場合の開場時間が9：35であることを記載し始めた。連盟では混雑による事故を回避するため、従来の倍以上の警備員を配置して観客整理と警戒にあたっている。早慶戦では1994年の天覧試合並みの200人態勢をとった。
早稲田野球部を乗せたバスは斎藤見たさに詰めかけるファンとの衝突・事故を避けるために、球場正面玄関に横付けされ、選手たちは厳重な警備の下で入退場をしている。他校の場合は球場前の駐車場に停める（早稲田も2006年秋季までは同様だった）。
ただし早稲田の出ない週の観客数は概ね例年並みとなっており、六大学の人気復活とは言い切れない状況であった。
1年生の斎藤が2007年春季リーグの開幕投手で勝利をおさめたが、これは1927年春季の慶應宮武三郎以来80年ぶり（先発投手としては1930年の東大・高橋一以来）。斎藤はこのリーグ戦で通算4勝を挙げ、1年生投手の春季リーグ戦での4勝以上は1927年宮武、1929年早稲田小川正太郎、1991年早稲田織田淳哉についで4人目となった。斎藤はベストナインにも選出され、1年生投手が春のベストナインに選出されたのは1954年秋季の制度制定後初めてである。
2007年9月6日の連盟理事会で、東京六大学野球の2008年版カレンダーを発行することを決定した。連盟によれば「ファンサービスの一環」とのことだが、カレンダーの発行は同連盟史上初めてのことである。また2008年春季リーグ戦の開幕と同時にベースボールカードも発売された。連盟によれば、過去にブロマイドが発行されたことはあるが、カードの発売は初めてだとしている。
斎藤が卒業後は再び下降し、ここ数年は平均8千人程度の観客動員数となっている。

## 関連商品

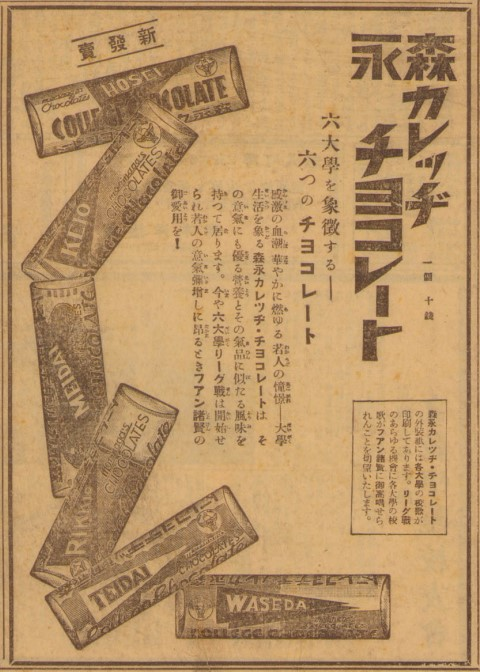
森永カレッヂ・チヨコレートの新聞広告（立教大学新聞 1930年）

### 森永カレッヂ・チヨコレート
1930年（昭和5年）に、森永製菓から発売された東京六大学を象徴する6つのチョコレート。外装紙には、各大学の名称の入ったペナントがデザインされているのに加え、リーグ戦での応援のために各大学の校歌も印刷された。価格は1個10銭。